# Безсмертна нічия
Безсмертна нічия — назва шахової партії, яку зіграли між собою Карл Гампе і Філіпп Мейтнер у 1872 році у Відні.

## Анотована гра
Білі: Карл Гампе
Чорні: Філіпп Мейтнер
Дебют: Віденська партія (ECO C25)
|   | a | b | c | d | e | f | g | h |   |
| 8 | a8 чорна тура · b8 чорний кінь · c8 чорний слон · d8 чорний ферзь · e8 чорний король · f8 чорний слон · g8 чорний кінь · h8 чорна тура · a7 чорний пішак · b7 чорний пішак · c7 чорний пішак · d7 чорний пішак · f7 чорний пішак · g7 чорний пішак · h7 чорний пішак · e5 чорний пішак · e4 білий пішак · c3 білий кінь · a2 білий пішак · b2 білий пішак · c2 білий пішак · d2 білий пішак · f2 білий пішак · g2 білий пішак · h2 білий пішак · a1 біла тура · c1 білий слон · d1 білий ферзь · e1 білий король · f1 білий слон · g1 білий кінь · h1 біла тура | a8 чорна тура · b8 чорний кінь · c8 чорний слон · d8 чорний ферзь · e8 чорний король · f8 чорний слон · g8 чорний кінь · h8 чорна тура · a7 чорний пішак · b7 чорний пішак · c7 чорний пішак · d7 чорний пішак · f7 чорний пішак · g7 чорний пішак · h7 чорний пішак · e5 чорний пішак · e4 білий пішак · c3 білий кінь · a2 білий пішак · b2 білий пішак · c2 білий пішак · d2 білий пішак · f2 білий пішак · g2 білий пішак · h2 білий пішак · a1 біла тура · c1 білий слон · d1 білий ферзь · e1 білий король · f1 білий слон · g1 білий кінь · h1 біла тура | a8 чорна тура · b8 чорний кінь · c8 чорний слон · d8 чорний ферзь · e8 чорний король · f8 чорний слон · g8 чорний кінь · h8 чорна тура · a7 чорний пішак · b7 чорний пішак · c7 чорний пішак · d7 чорний пішак · f7 чорний пішак · g7 чорний пішак · h7 чорний пішак · e5 чорний пішак · e4 білий пішак · c3 білий кінь · a2 білий пішак · b2 білий пішак · c2 білий пішак · d2 білий пішак · f2 білий пішак · g2 білий пішак · h2 білий пішак · a1 біла тура · c1 білий слон · d1 білий ферзь · e1 білий король · f1 білий слон · g1 білий кінь · h1 біла тура | a8 чорна тура · b8 чорний кінь · c8 чорний слон · d8 чорний ферзь · e8 чорний король · f8 чорний слон · g8 чорний кінь · h8 чорна тура · a7 чорний пішак · b7 чорний пішак · c7 чорний пішак · d7 чорний пішак · f7 чорний пішак · g7 чорний пішак · h7 чорний пішак · e5 чорний пішак · e4 білий пішак · c3 білий кінь · a2 білий пішак · b2 білий пішак · c2 білий пішак · d2 білий пішак · f2 білий пішак · g2 білий пішак · h2 білий пішак · a1 біла тура · c1 білий слон · d1 білий ферзь · e1 білий король · f1 білий слон · g1 білий кінь · h1 біла тура | a8 чорна тура · b8 чорний кінь · c8 чорний слон · d8 чорний ферзь · e8 чорний король · f8 чорний слон · g8 чорний кінь · h8 чорна тура · a7 чорний пішак · b7 чорний пішак · c7 чорний пішак · d7 чорний пішак · f7 чорний пішак · g7 чорний пішак · h7 чорний пішак · e5 чорний пішак · e4 білий пішак · c3 білий кінь · a2 білий пішак · b2 білий пішак · c2 білий пішак · d2 білий пішак · f2 білий пішак · g2 білий пішак · h2 білий пішак · a1 біла тура · c1 білий слон · d1 білий ферзь · e1 білий король · f1 білий слон · g1 білий кінь · h1 біла тура | a8 чорна тура · b8 чорний кінь · c8 чорний слон · d8 чорний ферзь · e8 чорний король · f8 чорний слон · g8 чорний кінь · h8 чорна тура · a7 чорний пішак · b7 чорний пішак · c7 чорний пішак · d7 чорний пішак · f7 чорний пішак · g7 чорний пішак · h7 чорний пішак · e5 чорний пішак · e4 білий пішак · c3 білий кінь · a2 білий пішак · b2 білий пішак · c2 білий пішак · d2 білий пішак · f2 білий пішак · g2 білий пішак · h2 білий пішак · a1 біла тура · c1 білий слон · d1 білий ферзь · e1 білий король · f1 білий слон · g1 білий кінь · h1 біла тура | a8 чорна тура · b8 чорний кінь · c8 чорний слон · d8 чорний ферзь · e8 чорний король · f8 чорний слон · g8 чорний кінь · h8 чорна тура · a7 чорний пішак · b7 чорний пішак · c7 чорний пішак · d7 чорний пішак · f7 чорний пішак · g7 чорний пішак · h7 чорний пішак · e5 чорний пішак · e4 білий пішак · c3 білий кінь · a2 білий пішак · b2 білий пішак · c2 білий пішак · d2 білий пішак · f2 білий пішак · g2 білий пішак · h2 білий пішак · a1 біла тура · c1 білий слон · d1 білий ферзь · e1 білий король · f1 білий слон · g1 білий кінь · h1 біла тура | a8 чорна тура · b8 чорний кінь · c8 чорний слон · d8 чорний ферзь · e8 чорний король · f8 чорний слон · g8 чорний кінь · h8 чорна тура · a7 чорний пішак · b7 чорний пішак · c7 чорний пішак · d7 чорний пішак · f7 чорний пішак · g7 чорний пішак · h7 чорний пішак · e5 чорний пішак · e4 білий пішак · c3 білий кінь · a2 білий пішак · b2 білий пішак · c2 білий пішак · d2 білий пішак · f2 білий пішак · g2 білий пішак · h2 білий пішак · a1 біла тура · c1 білий слон · d1 білий ферзь · e1 білий король · f1 білий слон · g1 білий кінь · h1 біла тура | 8 |
| 7 | a8 чорна тура · b8 чорний кінь · c8 чорний слон · d8 чорний ферзь · e8 чорний король · f8 чорний слон · g8 чорний кінь · h8 чорна тура · a7 чорний пішак · b7 чорний пішак · c7 чорний пішак · d7 чорний пішак · f7 чорний пішак · g7 чорний пішак · h7 чорний пішак · e5 чорний пішак · e4 білий пішак · c3 білий кінь · a2 білий пішак · b2 білий пішак · c2 білий пішак · d2 білий пішак · f2 білий пішак · g2 білий пішак · h2 білий пішак · a1 біла тура · c1 білий слон · d1 білий ферзь · e1 білий король · f1 білий слон · g1 білий кінь · h1 біла тура | a8 чорна тура · b8 чорний кінь · c8 чорний слон · d8 чорний ферзь · e8 чорний король · f8 чорний слон · g8 чорний кінь · h8 чорна тура · a7 чорний пішак · b7 чорний пішак · c7 чорний пішак · d7 чорний пішак · f7 чорний пішак · g7 чорний пішак · h7 чорний пішак · e5 чорний пішак · e4 білий пішак · c3 білий кінь · a2 білий пішак · b2 білий пішак · c2 білий пішак · d2 білий пішак · f2 білий пішак · g2 білий пішак · h2 білий пішак · a1 біла тура · c1 білий слон · d1 білий ферзь · e1 білий король · f1 білий слон · g1 білий кінь · h1 біла тура | a8 чорна тура · b8 чорний кінь · c8 чорний слон · d8 чорний ферзь · e8 чорний король · f8 чорний слон · g8 чорний кінь · h8 чорна тура · a7 чорний пішак · b7 чорний пішак · c7 чорний пішак · d7 чорний пішак · f7 чорний пішак · g7 чорний пішак · h7 чорний пішак · e5 чорний пішак · e4 білий пішак · c3 білий кінь · a2 білий пішак · b2 білий пішак · c2 білий пішак · d2 білий пішак · f2 білий пішак · g2 білий пішак · h2 білий пішак · a1 біла тура · c1 білий слон · d1 білий ферзь · e1 білий король · f1 білий слон · g1 білий кінь · h1 біла тура | a8 чорна тура · b8 чорний кінь · c8 чорний слон · d8 чорний ферзь · e8 чорний король · f8 чорний слон · g8 чорний кінь · h8 чорна тура · a7 чорний пішак · b7 чорний пішак · c7 чорний пішак · d7 чорний пішак · f7 чорний пішак · g7 чорний пішак · h7 чорний пішак · e5 чорний пішак · e4 білий пішак · c3 білий кінь · a2 білий пішак · b2 білий пішак · c2 білий пішак · d2 білий пішак · f2 білий пішак · g2 білий пішак · h2 білий пішак · a1 біла тура · c1 білий слон · d1 білий ферзь · e1 білий король · f1 білий слон · g1 білий кінь · h1 біла тура | a8 чорна тура · b8 чорний кінь · c8 чорний слон · d8 чорний ферзь · e8 чорний король · f8 чорний слон · g8 чорний кінь · h8 чорна тура · a7 чорний пішак · b7 чорний пішак · c7 чорний пішак · d7 чорний пішак · f7 чорний пішак · g7 чорний пішак · h7 чорний пішак · e5 чорний пішак · e4 білий пішак · c3 білий кінь · a2 білий пішак · b2 білий пішак · c2 білий пішак · d2 білий пішак · f2 білий пішак · g2 білий пішак · h2 білий пішак · a1 біла тура · c1 білий слон · d1 білий ферзь · e1 білий король · f1 білий слон · g1 білий кінь · h1 біла тура | a8 чорна тура · b8 чорний кінь · c8 чорний слон · d8 чорний ферзь · e8 чорний король · f8 чорний слон · g8 чорний кінь · h8 чорна тура · a7 чорний пішак · b7 чорний пішак · c7 чорний пішак · d7 чорний пішак · f7 чорний пішак · g7 чорний пішак · h7 чорний пішак · e5 чорний пішак · e4 білий пішак · c3 білий кінь · a2 білий пішак · b2 білий пішак · c2 білий пішак · d2 білий пішак · f2 білий пішак · g2 білий пішак · h2 білий пішак · a1 біла тура · c1 білий слон · d1 білий ферзь · e1 білий король · f1 білий слон · g1 білий кінь · h1 біла тура | a8 чорна тура · b8 чорний кінь · c8 чорний слон · d8 чорний ферзь · e8 чорний король · f8 чорний слон · g8 чорний кінь · h8 чорна тура · a7 чорний пішак · b7 чорний пішак · c7 чорний пішак · d7 чорний пішак · f7 чорний пішак · g7 чорний пішак · h7 чорний пішак · e5 чорний пішак · e4 білий пішак · c3 білий кінь · a2 білий пішак · b2 білий пішак · c2 білий пішак · d2 білий пішак · f2 білий пішак · g2 білий пішак · h2 білий пішак · a1 біла тура · c1 білий слон · d1 білий ферзь · e1 білий король · f1 білий слон · g1 білий кінь · h1 біла тура | a8 чорна тура · b8 чорний кінь · c8 чорний слон · d8 чорний ферзь · e8 чорний король · f8 чорний слон · g8 чорний кінь · h8 чорна тура · a7 чорний пішак · b7 чорний пішак · c7 чорний пішак · d7 чорний пішак · f7 чорний пішак · g7 чорний пішак · h7 чорний пішак · e5 чорний пішак · e4 білий пішак · c3 білий кінь · a2 білий пішак · b2 білий пішак · c2 білий пішак · d2 білий пішак · f2 білий пішак · g2 білий пішак · h2 білий пішак · a1 біла тура · c1 білий слон · d1 білий ферзь · e1 білий король · f1 білий слон · g1 білий кінь · h1 біла тура | 7 |
| 6 | a8 чорна тура · b8 чорний кінь · c8 чорний слон · d8 чорний ферзь · e8 чорний король · f8 чорний слон · g8 чорний кінь · h8 чорна тура · a7 чорний пішак · b7 чорний пішак · c7 чорний пішак · d7 чорний пішак · f7 чорний пішак · g7 чорний пішак · h7 чорний пішак · e5 чорний пішак · e4 білий пішак · c3 білий кінь · a2 білий пішак · b2 білий пішак · c2 білий пішак · d2 білий пішак · f2 білий пішак · g2 білий пішак · h2 білий пішак · a1 біла тура · c1 білий слон · d1 білий ферзь · e1 білий король · f1 білий слон · g1 білий кінь · h1 біла тура | a8 чорна тура · b8 чорний кінь · c8 чорний слон · d8 чорний ферзь · e8 чорний король · f8 чорний слон · g8 чорний кінь · h8 чорна тура · a7 чорний пішак · b7 чорний пішак · c7 чорний пішак · d7 чорний пішак · f7 чорний пішак · g7 чорний пішак · h7 чорний пішак · e5 чорний пішак · e4 білий пішак · c3 білий кінь · a2 білий пішак · b2 білий пішак · c2 білий пішак · d2 білий пішак · f2 білий пішак · g2 білий пішак · h2 білий пішак · a1 біла тура · c1 білий слон · d1 білий ферзь · e1 білий король · f1 білий слон · g1 білий кінь · h1 біла тура | a8 чорна тура · b8 чорний кінь · c8 чорний слон · d8 чорний ферзь · e8 чорний король · f8 чорний слон · g8 чорний кінь · h8 чорна тура · a7 чорний пішак · b7 чорний пішак · c7 чорний пішак · d7 чорний пішак · f7 чорний пішак · g7 чорний пішак · h7 чорний пішак · e5 чорний пішак · e4 білий пішак · c3 білий кінь · a2 білий пішак · b2 білий пішак · c2 білий пішак · d2 білий пішак · f2 білий пішак · g2 білий пішак · h2 білий пішак · a1 біла тура · c1 білий слон · d1 білий ферзь · e1 білий король · f1 білий слон · g1 білий кінь · h1 біла тура | a8 чорна тура · b8 чорний кінь · c8 чорний слон · d8 чорний ферзь · e8 чорний король · f8 чорний слон · g8 чорний кінь · h8 чорна тура · a7 чорний пішак · b7 чорний пішак · c7 чорний пішак · d7 чорний пішак · f7 чорний пішак · g7 чорний пішак · h7 чорний пішак · e5 чорний пішак · e4 білий пішак · c3 білий кінь · a2 білий пішак · b2 білий пішак · c2 білий пішак · d2 білий пішак · f2 білий пішак · g2 білий пішак · h2 білий пішак · a1 біла тура · c1 білий слон · d1 білий ферзь · e1 білий король · f1 білий слон · g1 білий кінь · h1 біла тура | a8 чорна тура · b8 чорний кінь · c8 чорний слон · d8 чорний ферзь · e8 чорний король · f8 чорний слон · g8 чорний кінь · h8 чорна тура · a7 чорний пішак · b7 чорний пішак · c7 чорний пішак · d7 чорний пішак · f7 чорний пішак · g7 чорний пішак · h7 чорний пішак · e5 чорний пішак · e4 білий пішак · c3 білий кінь · a2 білий пішак · b2 білий пішак · c2 білий пішак · d2 білий пішак · f2 білий пішак · g2 білий пішак · h2 білий пішак · a1 біла тура · c1 білий слон · d1 білий ферзь · e1 білий король · f1 білий слон · g1 білий кінь · h1 біла тура | a8 чорна тура · b8 чорний кінь · c8 чорний слон · d8 чорний ферзь · e8 чорний король · f8 чорний слон · g8 чорний кінь · h8 чорна тура · a7 чорний пішак · b7 чорний пішак · c7 чорний пішак · d7 чорний пішак · f7 чорний пішак · g7 чорний пішак · h7 чорний пішак · e5 чорний пішак · e4 білий пішак · c3 білий кінь · a2 білий пішак · b2 білий пішак · c2 білий пішак · d2 білий пішак · f2 білий пішак · g2 білий пішак · h2 білий пішак · a1 біла тура · c1 білий слон · d1 білий ферзь · e1 білий король · f1 білий слон · g1 білий кінь · h1 біла тура | a8 чорна тура · b8 чорний кінь · c8 чорний слон · d8 чорний ферзь · e8 чорний король · f8 чорний слон · g8 чорний кінь · h8 чорна тура · a7 чорний пішак · b7 чорний пішак · c7 чорний пішак · d7 чорний пішак · f7 чорний пішак · g7 чорний пішак · h7 чорний пішак · e5 чорний пішак · e4 білий пішак · c3 білий кінь · a2 білий пішак · b2 білий пішак · c2 білий пішак · d2 білий пішак · f2 білий пішак · g2 білий пішак · h2 білий пішак · a1 біла тура · c1 білий слон · d1 білий ферзь · e1 білий король · f1 білий слон · g1 білий кінь · h1 біла тура | a8 чорна тура · b8 чорний кінь · c8 чорний слон · d8 чорний ферзь · e8 чорний король · f8 чорний слон · g8 чорний кінь · h8 чорна тура · a7 чорний пішак · b7 чорний пішак · c7 чорний пішак · d7 чорний пішак · f7 чорний пішак · g7 чорний пішак · h7 чорний пішак · e5 чорний пішак · e4 білий пішак · c3 білий кінь · a2 білий пішак · b2 білий пішак · c2 білий пішак · d2 білий пішак · f2 білий пішак · g2 білий пішак · h2 білий пішак · a1 біла тура · c1 білий слон · d1 білий ферзь · e1 білий король · f1 білий слон · g1 білий кінь · h1 біла тура | 6 |
| 5 | a8 чорна тура · b8 чорний кінь · c8 чорний слон · d8 чорний ферзь · e8 чорний король · f8 чорний слон · g8 чорний кінь · h8 чорна тура · a7 чорний пішак · b7 чорний пішак · c7 чорний пішак · d7 чорний пішак · f7 чорний пішак · g7 чорний пішак · h7 чорний пішак · e5 чорний пішак · e4 білий пішак · c3 білий кінь · a2 білий пішак · b2 білий пішак · c2 білий пішак · d2 білий пішак · f2 білий пішак · g2 білий пішак · h2 білий пішак · a1 біла тура · c1 білий слон · d1 білий ферзь · e1 білий король · f1 білий слон · g1 білий кінь · h1 біла тура | a8 чорна тура · b8 чорний кінь · c8 чорний слон · d8 чорний ферзь · e8 чорний король · f8 чорний слон · g8 чорний кінь · h8 чорна тура · a7 чорний пішак · b7 чорний пішак · c7 чорний пішак · d7 чорний пішак · f7 чорний пішак · g7 чорний пішак · h7 чорний пішак · e5 чорний пішак · e4 білий пішак · c3 білий кінь · a2 білий пішак · b2 білий пішак · c2 білий пішак · d2 білий пішак · f2 білий пішак · g2 білий пішак · h2 білий пішак · a1 біла тура · c1 білий слон · d1 білий ферзь · e1 білий король · f1 білий слон · g1 білий кінь · h1 біла тура | a8 чорна тура · b8 чорний кінь · c8 чорний слон · d8 чорний ферзь · e8 чорний король · f8 чорний слон · g8 чорний кінь · h8 чорна тура · a7 чорний пішак · b7 чорний пішак · c7 чорний пішак · d7 чорний пішак · f7 чорний пішак · g7 чорний пішак · h7 чорний пішак · e5 чорний пішак · e4 білий пішак · c3 білий кінь · a2 білий пішак · b2 білий пішак · c2 білий пішак · d2 білий пішак · f2 білий пішак · g2 білий пішак · h2 білий пішак · a1 біла тура · c1 білий слон · d1 білий ферзь · e1 білий король · f1 білий слон · g1 білий кінь · h1 біла тура | a8 чорна тура · b8 чорний кінь · c8 чорний слон · d8 чорний ферзь · e8 чорний король · f8 чорний слон · g8 чорний кінь · h8 чорна тура · a7 чорний пішак · b7 чорний пішак · c7 чорний пішак · d7 чорний пішак · f7 чорний пішак · g7 чорний пішак · h7 чорний пішак · e5 чорний пішак · e4 білий пішак · c3 білий кінь · a2 білий пішак · b2 білий пішак · c2 білий пішак · d2 білий пішак · f2 білий пішак · g2 білий пішак · h2 білий пішак · a1 біла тура · c1 білий слон · d1 білий ферзь · e1 білий король · f1 білий слон · g1 білий кінь · h1 біла тура | a8 чорна тура · b8 чорний кінь · c8 чорний слон · d8 чорний ферзь · e8 чорний король · f8 чорний слон · g8 чорний кінь · h8 чорна тура · a7 чорний пішак · b7 чорний пішак · c7 чорний пішак · d7 чорний пішак · f7 чорний пішак · g7 чорний пішак · h7 чорний пішак · e5 чорний пішак · e4 білий пішак · c3 білий кінь · a2 білий пішак · b2 білий пішак · c2 білий пішак · d2 білий пішак · f2 білий пішак · g2 білий пішак · h2 білий пішак · a1 біла тура · c1 білий слон · d1 білий ферзь · e1 білий король · f1 білий слон · g1 білий кінь · h1 біла тура | a8 чорна тура · b8 чорний кінь · c8 чорний слон · d8 чорний ферзь · e8 чорний король · f8 чорний слон · g8 чорний кінь · h8 чорна тура · a7 чорний пішак · b7 чорний пішак · c7 чорний пішак · d7 чорний пішак · f7 чорний пішак · g7 чорний пішак · h7 чорний пішак · e5 чорний пішак · e4 білий пішак · c3 білий кінь · a2 білий пішак · b2 білий пішак · c2 білий пішак · d2 білий пішак · f2 білий пішак · g2 білий пішак · h2 білий пішак · a1 біла тура · c1 білий слон · d1 білий ферзь · e1 білий король · f1 білий слон · g1 білий кінь · h1 біла тура | a8 чорна тура · b8 чорний кінь · c8 чорний слон · d8 чорний ферзь · e8 чорний король · f8 чорний слон · g8 чорний кінь · h8 чорна тура · a7 чорний пішак · b7 чорний пішак · c7 чорний пішак · d7 чорний пішак · f7 чорний пішак · g7 чорний пішак · h7 чорний пішак · e5 чорний пішак · e4 білий пішак · c3 білий кінь · a2 білий пішак · b2 білий пішак · c2 білий пішак · d2 білий пішак · f2 білий пішак · g2 білий пішак · h2 білий пішак · a1 біла тура · c1 білий слон · d1 білий ферзь · e1 білий король · f1 білий слон · g1 білий кінь · h1 біла тура | a8 чорна тура · b8 чорний кінь · c8 чорний слон · d8 чорний ферзь · e8 чорний король · f8 чорний слон · g8 чорний кінь · h8 чорна тура · a7 чорний пішак · b7 чорний пішак · c7 чорний пішак · d7 чорний пішак · f7 чорний пішак · g7 чорний пішак · h7 чорний пішак · e5 чорний пішак · e4 білий пішак · c3 білий кінь · a2 білий пішак · b2 білий пішак · c2 білий пішак · d2 білий пішак · f2 білий пішак · g2 білий пішак · h2 білий пішак · a1 біла тура · c1 білий слон · d1 білий ферзь · e1 білий король · f1 білий слон · g1 білий кінь · h1 біла тура | 5 |
| 4 | a8 чорна тура · b8 чорний кінь · c8 чорний слон · d8 чорний ферзь · e8 чорний король · f8 чорний слон · g8 чорний кінь · h8 чорна тура · a7 чорний пішак · b7 чорний пішак · c7 чорний пішак · d7 чорний пішак · f7 чорний пішак · g7 чорний пішак · h7 чорний пішак · e5 чорний пішак · e4 білий пішак · c3 білий кінь · a2 білий пішак · b2 білий пішак · c2 білий пішак · d2 білий пішак · f2 білий пішак · g2 білий пішак · h2 білий пішак · a1 біла тура · c1 білий слон · d1 білий ферзь · e1 білий король · f1 білий слон · g1 білий кінь · h1 біла тура | a8 чорна тура · b8 чорний кінь · c8 чорний слон · d8 чорний ферзь · e8 чорний король · f8 чорний слон · g8 чорний кінь · h8 чорна тура · a7 чорний пішак · b7 чорний пішак · c7 чорний пішак · d7 чорний пішак · f7 чорний пішак · g7 чорний пішак · h7 чорний пішак · e5 чорний пішак · e4 білий пішак · c3 білий кінь · a2 білий пішак · b2 білий пішак · c2 білий пішак · d2 білий пішак · f2 білий пішак · g2 білий пішак · h2 білий пішак · a1 біла тура · c1 білий слон · d1 білий ферзь · e1 білий король · f1 білий слон · g1 білий кінь · h1 біла тура | a8 чорна тура · b8 чорний кінь · c8 чорний слон · d8 чорний ферзь · e8 чорний король · f8 чорний слон · g8 чорний кінь · h8 чорна тура · a7 чорний пішак · b7 чорний пішак · c7 чорний пішак · d7 чорний пішак · f7 чорний пішак · g7 чорний пішак · h7 чорний пішак · e5 чорний пішак · e4 білий пішак · c3 білий кінь · a2 білий пішак · b2 білий пішак · c2 білий пішак · d2 білий пішак · f2 білий пішак · g2 білий пішак · h2 білий пішак · a1 біла тура · c1 білий слон · d1 білий ферзь · e1 білий король · f1 білий слон · g1 білий кінь · h1 біла тура | a8 чорна тура · b8 чорний кінь · c8 чорний слон · d8 чорний ферзь · e8 чорний король · f8 чорний слон · g8 чорний кінь · h8 чорна тура · a7 чорний пішак · b7 чорний пішак · c7 чорний пішак · d7 чорний пішак · f7 чорний пішак · g7 чорний пішак · h7 чорний пішак · e5 чорний пішак · e4 білий пішак · c3 білий кінь · a2 білий пішак · b2 білий пішак · c2 білий пішак · d2 білий пішак · f2 білий пішак · g2 білий пішак · h2 білий пішак · a1 біла тура · c1 білий слон · d1 білий ферзь · e1 білий король · f1 білий слон · g1 білий кінь · h1 біла тура | a8 чорна тура · b8 чорний кінь · c8 чорний слон · d8 чорний ферзь · e8 чорний король · f8 чорний слон · g8 чорний кінь · h8 чорна тура · a7 чорний пішак · b7 чорний пішак · c7 чорний пішак · d7 чорний пішак · f7 чорний пішак · g7 чорний пішак · h7 чорний пішак · e5 чорний пішак · e4 білий пішак · c3 білий кінь · a2 білий пішак · b2 білий пішак · c2 білий пішак · d2 білий пішак · f2 білий пішак · g2 білий пішак · h2 білий пішак · a1 біла тура · c1 білий слон · d1 білий ферзь · e1 білий король · f1 білий слон · g1 білий кінь · h1 біла тура | a8 чорна тура · b8 чорний кінь · c8 чорний слон · d8 чорний ферзь · e8 чорний король · f8 чорний слон · g8 чорний кінь · h8 чорна тура · a7 чорний пішак · b7 чорний пішак · c7 чорний пішак · d7 чорний пішак · f7 чорний пішак · g7 чорний пішак · h7 чорний пішак · e5 чорний пішак · e4 білий пішак · c3 білий кінь · a2 білий пішак · b2 білий пішак · c2 білий пішак · d2 білий пішак · f2 білий пішак · g2 білий пішак · h2 білий пішак · a1 біла тура · c1 білий слон · d1 білий ферзь · e1 білий король · f1 білий слон · g1 білий кінь · h1 біла тура | a8 чорна тура · b8 чорний кінь · c8 чорний слон · d8 чорний ферзь · e8 чорний король · f8 чорний слон · g8 чорний кінь · h8 чорна тура · a7 чорний пішак · b7 чорний пішак · c7 чорний пішак · d7 чорний пішак · f7 чорний пішак · g7 чорний пішак · h7 чорний пішак · e5 чорний пішак · e4 білий пішак · c3 білий кінь · a2 білий пішак · b2 білий пішак · c2 білий пішак · d2 білий пішак · f2 білий пішак · g2 білий пішак · h2 білий пішак · a1 біла тура · c1 білий слон · d1 білий ферзь · e1 білий король · f1 білий слон · g1 білий кінь · h1 біла тура | a8 чорна тура · b8 чорний кінь · c8 чорний слон · d8 чорний ферзь · e8 чорний король · f8 чорний слон · g8 чорний кінь · h8 чорна тура · a7 чорний пішак · b7 чорний пішак · c7 чорний пішак · d7 чорний пішак · f7 чорний пішак · g7 чорний пішак · h7 чорний пішак · e5 чорний пішак · e4 білий пішак · c3 білий кінь · a2 білий пішак · b2 білий пішак · c2 білий пішак · d2 білий пішак · f2 білий пішак · g2 білий пішак · h2 білий пішак · a1 біла тура · c1 білий слон · d1 білий ферзь · e1 білий король · f1 білий слон · g1 білий кінь · h1 біла тура | 4 |
| 3 | a8 чорна тура · b8 чорний кінь · c8 чорний слон · d8 чорний ферзь · e8 чорний король · f8 чорний слон · g8 чорний кінь · h8 чорна тура · a7 чорний пішак · b7 чорний пішак · c7 чорний пішак · d7 чорний пішак · f7 чорний пішак · g7 чорний пішак · h7 чорний пішак · e5 чорний пішак · e4 білий пішак · c3 білий кінь · a2 білий пішак · b2 білий пішак · c2 білий пішак · d2 білий пішак · f2 білий пішак · g2 білий пішак · h2 білий пішак · a1 біла тура · c1 білий слон · d1 білий ферзь · e1 білий король · f1 білий слон · g1 білий кінь · h1 біла тура | a8 чорна тура · b8 чорний кінь · c8 чорний слон · d8 чорний ферзь · e8 чорний король · f8 чорний слон · g8 чорний кінь · h8 чорна тура · a7 чорний пішак · b7 чорний пішак · c7 чорний пішак · d7 чорний пішак · f7 чорний пішак · g7 чорний пішак · h7 чорний пішак · e5 чорний пішак · e4 білий пішак · c3 білий кінь · a2 білий пішак · b2 білий пішак · c2 білий пішак · d2 білий пішак · f2 білий пішак · g2 білий пішак · h2 білий пішак · a1 біла тура · c1 білий слон · d1 білий ферзь · e1 білий король · f1 білий слон · g1 білий кінь · h1 біла тура | a8 чорна тура · b8 чорний кінь · c8 чорний слон · d8 чорний ферзь · e8 чорний король · f8 чорний слон · g8 чорний кінь · h8 чорна тура · a7 чорний пішак · b7 чорний пішак · c7 чорний пішак · d7 чорний пішак · f7 чорний пішак · g7 чорний пішак · h7 чорний пішак · e5 чорний пішак · e4 білий пішак · c3 білий кінь · a2 білий пішак · b2 білий пішак · c2 білий пішак · d2 білий пішак · f2 білий пішак · g2 білий пішак · h2 білий пішак · a1 біла тура · c1 білий слон · d1 білий ферзь · e1 білий король · f1 білий слон · g1 білий кінь · h1 біла тура | a8 чорна тура · b8 чорний кінь · c8 чорний слон · d8 чорний ферзь · e8 чорний король · f8 чорний слон · g8 чорний кінь · h8 чорна тура · a7 чорний пішак · b7 чорний пішак · c7 чорний пішак · d7 чорний пішак · f7 чорний пішак · g7 чорний пішак · h7 чорний пішак · e5 чорний пішак · e4 білий пішак · c3 білий кінь · a2 білий пішак · b2 білий пішак · c2 білий пішак · d2 білий пішак · f2 білий пішак · g2 білий пішак · h2 білий пішак · a1 біла тура · c1 білий слон · d1 білий ферзь · e1 білий король · f1 білий слон · g1 білий кінь · h1 біла тура | a8 чорна тура · b8 чорний кінь · c8 чорний слон · d8 чорний ферзь · e8 чорний король · f8 чорний слон · g8 чорний кінь · h8 чорна тура · a7 чорний пішак · b7 чорний пішак · c7 чорний пішак · d7 чорний пішак · f7 чорний пішак · g7 чорний пішак · h7 чорний пішак · e5 чорний пішак · e4 білий пішак · c3 білий кінь · a2 білий пішак · b2 білий пішак · c2 білий пішак · d2 білий пішак · f2 білий пішак · g2 білий пішак · h2 білий пішак · a1 біла тура · c1 білий слон · d1 білий ферзь · e1 білий король · f1 білий слон · g1 білий кінь · h1 біла тура | a8 чорна тура · b8 чорний кінь · c8 чорний слон · d8 чорний ферзь · e8 чорний король · f8 чорний слон · g8 чорний кінь · h8 чорна тура · a7 чорний пішак · b7 чорний пішак · c7 чорний пішак · d7 чорний пішак · f7 чорний пішак · g7 чорний пішак · h7 чорний пішак · e5 чорний пішак · e4 білий пішак · c3 білий кінь · a2 білий пішак · b2 білий пішак · c2 білий пішак · d2 білий пішак · f2 білий пішак · g2 білий пішак · h2 білий пішак · a1 біла тура · c1 білий слон · d1 білий ферзь · e1 білий король · f1 білий слон · g1 білий кінь · h1 біла тура | a8 чорна тура · b8 чорний кінь · c8 чорний слон · d8 чорний ферзь · e8 чорний король · f8 чорний слон · g8 чорний кінь · h8 чорна тура · a7 чорний пішак · b7 чорний пішак · c7 чорний пішак · d7 чорний пішак · f7 чорний пішак · g7 чорний пішак · h7 чорний пішак · e5 чорний пішак · e4 білий пішак · c3 білий кінь · a2 білий пішак · b2 білий пішак · c2 білий пішак · d2 білий пішак · f2 білий пішак · g2 білий пішак · h2 білий пішак · a1 біла тура · c1 білий слон · d1 білий ферзь · e1 білий король · f1 білий слон · g1 білий кінь · h1 біла тура | a8 чорна тура · b8 чорний кінь · c8 чорний слон · d8 чорний ферзь · e8 чорний король · f8 чорний слон · g8 чорний кінь · h8 чорна тура · a7 чорний пішак · b7 чорний пішак · c7 чорний пішак · d7 чорний пішак · f7 чорний пішак · g7 чорний пішак · h7 чорний пішак · e5 чорний пішак · e4 білий пішак · c3 білий кінь · a2 білий пішак · b2 білий пішак · c2 білий пішак · d2 білий пішак · f2 білий пішак · g2 білий пішак · h2 білий пішак · a1 біла тура · c1 білий слон · d1 білий ферзь · e1 білий король · f1 білий слон · g1 білий кінь · h1 біла тура | 3 |
| 2 | a8 чорна тура · b8 чорний кінь · c8 чорний слон · d8 чорний ферзь · e8 чорний король · f8 чорний слон · g8 чорний кінь · h8 чорна тура · a7 чорний пішак · b7 чорний пішак · c7 чорний пішак · d7 чорний пішак · f7 чорний пішак · g7 чорний пішак · h7 чорний пішак · e5 чорний пішак · e4 білий пішак · c3 білий кінь · a2 білий пішак · b2 білий пішак · c2 білий пішак · d2 білий пішак · f2 білий пішак · g2 білий пішак · h2 білий пішак · a1 біла тура · c1 білий слон · d1 білий ферзь · e1 білий король · f1 білий слон · g1 білий кінь · h1 біла тура | a8 чорна тура · b8 чорний кінь · c8 чорний слон · d8 чорний ферзь · e8 чорний король · f8 чорний слон · g8 чорний кінь · h8 чорна тура · a7 чорний пішак · b7 чорний пішак · c7 чорний пішак · d7 чорний пішак · f7 чорний пішак · g7 чорний пішак · h7 чорний пішак · e5 чорний пішак · e4 білий пішак · c3 білий кінь · a2 білий пішак · b2 білий пішак · c2 білий пішак · d2 білий пішак · f2 білий пішак · g2 білий пішак · h2 білий пішак · a1 біла тура · c1 білий слон · d1 білий ферзь · e1 білий король · f1 білий слон · g1 білий кінь · h1 біла тура | a8 чорна тура · b8 чорний кінь · c8 чорний слон · d8 чорний ферзь · e8 чорний король · f8 чорний слон · g8 чорний кінь · h8 чорна тура · a7 чорний пішак · b7 чорний пішак · c7 чорний пішак · d7 чорний пішак · f7 чорний пішак · g7 чорний пішак · h7 чорний пішак · e5 чорний пішак · e4 білий пішак · c3 білий кінь · a2 білий пішак · b2 білий пішак · c2 білий пішак · d2 білий пішак · f2 білий пішак · g2 білий пішак · h2 білий пішак · a1 біла тура · c1 білий слон · d1 білий ферзь · e1 білий король · f1 білий слон · g1 білий кінь · h1 біла тура | a8 чорна тура · b8 чорний кінь · c8 чорний слон · d8 чорний ферзь · e8 чорний король · f8 чорний слон · g8 чорний кінь · h8 чорна тура · a7 чорний пішак · b7 чорний пішак · c7 чорний пішак · d7 чорний пішак · f7 чорний пішак · g7 чорний пішак · h7 чорний пішак · e5 чорний пішак · e4 білий пішак · c3 білий кінь · a2 білий пішак · b2 білий пішак · c2 білий пішак · d2 білий пішак · f2 білий пішак · g2 білий пішак · h2 білий пішак · a1 біла тура · c1 білий слон · d1 білий ферзь · e1 білий король · f1 білий слон · g1 білий кінь · h1 біла тура | a8 чорна тура · b8 чорний кінь · c8 чорний слон · d8 чорний ферзь · e8 чорний король · f8 чорний слон · g8 чорний кінь · h8 чорна тура · a7 чорний пішак · b7 чорний пішак · c7 чорний пішак · d7 чорний пішак · f7 чорний пішак · g7 чорний пішак · h7 чорний пішак · e5 чорний пішак · e4 білий пішак · c3 білий кінь · a2 білий пішак · b2 білий пішак · c2 білий пішак · d2 білий пішак · f2 білий пішак · g2 білий пішак · h2 білий пішак · a1 біла тура · c1 білий слон · d1 білий ферзь · e1 білий король · f1 білий слон · g1 білий кінь · h1 біла тура | a8 чорна тура · b8 чорний кінь · c8 чорний слон · d8 чорний ферзь · e8 чорний король · f8 чорний слон · g8 чорний кінь · h8 чорна тура · a7 чорний пішак · b7 чорний пішак · c7 чорний пішак · d7 чорний пішак · f7 чорний пішак · g7 чорний пішак · h7 чорний пішак · e5 чорний пішак · e4 білий пішак · c3 білий кінь · a2 білий пішак · b2 білий пішак · c2 білий пішак · d2 білий пішак · f2 білий пішак · g2 білий пішак · h2 білий пішак · a1 біла тура · c1 білий слон · d1 білий ферзь · e1 білий король · f1 білий слон · g1 білий кінь · h1 біла тура | a8 чорна тура · b8 чорний кінь · c8 чорний слон · d8 чорний ферзь · e8 чорний король · f8 чорний слон · g8 чорний кінь · h8 чорна тура · a7 чорний пішак · b7 чорний пішак · c7 чорний пішак · d7 чорний пішак · f7 чорний пішак · g7 чорний пішак · h7 чорний пішак · e5 чорний пішак · e4 білий пішак · c3 білий кінь · a2 білий пішак · b2 білий пішак · c2 білий пішак · d2 білий пішак · f2 білий пішак · g2 білий пішак · h2 білий пішак · a1 біла тура · c1 білий слон · d1 білий ферзь · e1 білий король · f1 білий слон · g1 білий кінь · h1 біла тура | a8 чорна тура · b8 чорний кінь · c8 чорний слон · d8 чорний ферзь · e8 чорний король · f8 чорний слон · g8 чорний кінь · h8 чорна тура · a7 чорний пішак · b7 чорний пішак · c7 чорний пішак · d7 чорний пішак · f7 чорний пішак · g7 чорний пішак · h7 чорний пішак · e5 чорний пішак · e4 білий пішак · c3 білий кінь · a2 білий пішак · b2 білий пішак · c2 білий пішак · d2 білий пішак · f2 білий пішак · g2 білий пішак · h2 білий пішак · a1 біла тура · c1 білий слон · d1 білий ферзь · e1 білий король · f1 білий слон · g1 білий кінь · h1 біла тура | 2 |
| 1 | a8 чорна тура · b8 чорний кінь · c8 чорний слон · d8 чорний ферзь · e8 чорний король · f8 чорний слон · g8 чорний кінь · h8 чорна тура · a7 чорний пішак · b7 чорний пішак · c7 чорний пішак · d7 чорний пішак · f7 чорний пішак · g7 чорний пішак · h7 чорний пішак · e5 чорний пішак · e4 білий пішак · c3 білий кінь · a2 білий пішак · b2 білий пішак · c2 білий пішак · d2 білий пішак · f2 білий пішак · g2 білий пішак · h2 білий пішак · a1 біла тура · c1 білий слон · d1 білий ферзь · e1 білий король · f1 білий слон · g1 білий кінь · h1 біла тура | a8 чорна тура · b8 чорний кінь · c8 чорний слон · d8 чорний ферзь · e8 чорний король · f8 чорний слон · g8 чорний кінь · h8 чорна тура · a7 чорний пішак · b7 чорний пішак · c7 чорний пішак · d7 чорний пішак · f7 чорний пішак · g7 чорний пішак · h7 чорний пішак · e5 чорний пішак · e4 білий пішак · c3 білий кінь · a2 білий пішак · b2 білий пішак · c2 білий пішак · d2 білий пішак · f2 білий пішак · g2 білий пішак · h2 білий пішак · a1 біла тура · c1 білий слон · d1 білий ферзь · e1 білий король · f1 білий слон · g1 білий кінь · h1 біла тура | a8 чорна тура · b8 чорний кінь · c8 чорний слон · d8 чорний ферзь · e8 чорний король · f8 чорний слон · g8 чорний кінь · h8 чорна тура · a7 чорний пішак · b7 чорний пішак · c7 чорний пішак · d7 чорний пішак · f7 чорний пішак · g7 чорний пішак · h7 чорний пішак · e5 чорний пішак · e4 білий пішак · c3 білий кінь · a2 білий пішак · b2 білий пішак · c2 білий пішак · d2 білий пішак · f2 білий пішак · g2 білий пішак · h2 білий пішак · a1 біла тура · c1 білий слон · d1 білий ферзь · e1 білий король · f1 білий слон · g1 білий кінь · h1 біла тура | a8 чорна тура · b8 чорний кінь · c8 чорний слон · d8 чорний ферзь · e8 чорний король · f8 чорний слон · g8 чорний кінь · h8 чорна тура · a7 чорний пішак · b7 чорний пішак · c7 чорний пішак · d7 чорний пішак · f7 чорний пішак · g7 чорний пішак · h7 чорний пішак · e5 чорний пішак · e4 білий пішак · c3 білий кінь · a2 білий пішак · b2 білий пішак · c2 білий пішак · d2 білий пішак · f2 білий пішак · g2 білий пішак · h2 білий пішак · a1 біла тура · c1 білий слон · d1 білий ферзь · e1 білий король · f1 білий слон · g1 білий кінь · h1 біла тура | a8 чорна тура · b8 чорний кінь · c8 чорний слон · d8 чорний ферзь · e8 чорний король · f8 чорний слон · g8 чорний кінь · h8 чорна тура · a7 чорний пішак · b7 чорний пішак · c7 чорний пішак · d7 чорний пішак · f7 чорний пішак · g7 чорний пішак · h7 чорний пішак · e5 чорний пішак · e4 білий пішак · c3 білий кінь · a2 білий пішак · b2 білий пішак · c2 білий пішак · d2 білий пішак · f2 білий пішак · g2 білий пішак · h2 білий пішак · a1 біла тура · c1 білий слон · d1 білий ферзь · e1 білий король · f1 білий слон · g1 білий кінь · h1 біла тура | a8 чорна тура · b8 чорний кінь · c8 чорний слон · d8 чорний ферзь · e8 чорний король · f8 чорний слон · g8 чорний кінь · h8 чорна тура · a7 чорний пішак · b7 чорний пішак · c7 чорний пішак · d7 чорний пішак · f7 чорний пішак · g7 чорний пішак · h7 чорний пішак · e5 чорний пішак · e4 білий пішак · c3 білий кінь · a2 білий пішак · b2 білий пішак · c2 білий пішак · d2 білий пішак · f2 білий пішак · g2 білий пішак · h2 білий пішак · a1 біла тура · c1 білий слон · d1 білий ферзь · e1 білий король · f1 білий слон · g1 білий кінь · h1 біла тура | a8 чорна тура · b8 чорний кінь · c8 чорний слон · d8 чорний ферзь · e8 чорний король · f8 чорний слон · g8 чорний кінь · h8 чорна тура · a7 чорний пішак · b7 чорний пішак · c7 чорний пішак · d7 чорний пішак · f7 чорний пішак · g7 чорний пішак · h7 чорний пішак · e5 чорний пішак · e4 білий пішак · c3 білий кінь · a2 білий пішак · b2 білий пішак · c2 білий пішак · d2 білий пішак · f2 білий пішак · g2 білий пішак · h2 білий пішак · a1 біла тура · c1 білий слон · d1 білий ферзь · e1 білий король · f1 білий слон · g1 білий кінь · h1 біла тура | a8 чорна тура · b8 чорний кінь · c8 чорний слон · d8 чорний ферзь · e8 чорний король · f8 чорний слон · g8 чорний кінь · h8 чорна тура · a7 чорний пішак · b7 чорний пішак · c7 чорний пішак · d7 чорний пішак · f7 чорний пішак · g7 чорний пішак · h7 чорний пішак · e5 чорний пішак · e4 білий пішак · c3 білий кінь · a2 білий пішак · b2 білий пішак · c2 білий пішак · d2 білий пішак · f2 білий пішак · g2 білий пішак · h2 білий пішак · a1 біла тура · c1 білий слон · d1 білий ферзь · e1 білий король · f1 білий слон · g1 білий кінь · h1 біла тура | 1 |
|   | a | b | c | d | e | f | g | h |   |

1. e4 e5 2. Nc3
Віденська партія.
2... Bc5
2...Nf6 більш поширений хід.
3. Na4?!
Кращі ходи 3.Nf3! d6 4.d4 і білі мають невелику перевагу.
3... Bxf2+!?
Хід 3...Be7 кращий та менш ризикований.
4. Kxf2
Вимушений хід.
4... Qh4+ 5. Ke3
Форсовані ходи.
5... Qf4+ 6. Kd3 d5 7. Kc3!
7... Qxe4 8. Kb3
Білі могли також зіграти 8.d4!? exd4+ 9.Qxd4!! Qe1+ 10.Bd2! Qxa1 11.Nf3 Qxa2 (або 11...Nc6!? 12.Qxg7 Be6 13.Nc5! 0-0-0 14.Nxe6 fxe6 15.Qxh8 Qxa2 16.Bg5 з великою перевагою білих) 12.Qxg7 Qxa4 13.Qxh8 d4+ 14.Nxd4 Qa5+ 15.Kb3 Qxd2 16.Qxg8+ Ke7 17.Qxc8 Qxd4 18.Bc4! і білі мають виграшну позицію.
8... Na6
Загроза мату 9...Qb4#.
9. a3? (дивись діаграму)
|   | a | b | c | d | e | f | g | h |   |
| 8 | a8 чорна тура · c8 чорний слон · e8 чорний король · g8 чорний кінь · h8 чорна тура · a7 чорний пішак · b7 чорний пішак · c7 чорний пішак · f7 чорний пішак · g7 чорний пішак · h7 чорний пішак · a6 чорний кінь · d5 чорний пішак · e5 чорний пішак · a4 білий кінь · e4 чорний ферзь · a3 білий пішак · b3 білий король · b2 білий пішак · c2 білий пішак · d2 білий пішак · g2 білий пішак · h2 білий пішак · a1 біла тура · c1 білий слон · d1 білий ферзь · f1 білий слон · g1 білий кінь · h1 біла тура | a8 чорна тура · c8 чорний слон · e8 чорний король · g8 чорний кінь · h8 чорна тура · a7 чорний пішак · b7 чорний пішак · c7 чорний пішак · f7 чорний пішак · g7 чорний пішак · h7 чорний пішак · a6 чорний кінь · d5 чорний пішак · e5 чорний пішак · a4 білий кінь · e4 чорний ферзь · a3 білий пішак · b3 білий король · b2 білий пішак · c2 білий пішак · d2 білий пішак · g2 білий пішак · h2 білий пішак · a1 біла тура · c1 білий слон · d1 білий ферзь · f1 білий слон · g1 білий кінь · h1 біла тура | a8 чорна тура · c8 чорний слон · e8 чорний король · g8 чорний кінь · h8 чорна тура · a7 чорний пішак · b7 чорний пішак · c7 чорний пішак · f7 чорний пішак · g7 чорний пішак · h7 чорний пішак · a6 чорний кінь · d5 чорний пішак · e5 чорний пішак · a4 білий кінь · e4 чорний ферзь · a3 білий пішак · b3 білий король · b2 білий пішак · c2 білий пішак · d2 білий пішак · g2 білий пішак · h2 білий пішак · a1 біла тура · c1 білий слон · d1 білий ферзь · f1 білий слон · g1 білий кінь · h1 біла тура | a8 чорна тура · c8 чорний слон · e8 чорний король · g8 чорний кінь · h8 чорна тура · a7 чорний пішак · b7 чорний пішак · c7 чорний пішак · f7 чорний пішак · g7 чорний пішак · h7 чорний пішак · a6 чорний кінь · d5 чорний пішак · e5 чорний пішак · a4 білий кінь · e4 чорний ферзь · a3 білий пішак · b3 білий король · b2 білий пішак · c2 білий пішак · d2 білий пішак · g2 білий пішак · h2 білий пішак · a1 біла тура · c1 білий слон · d1 білий ферзь · f1 білий слон · g1 білий кінь · h1 біла тура | a8 чорна тура · c8 чорний слон · e8 чорний король · g8 чорний кінь · h8 чорна тура · a7 чорний пішак · b7 чорний пішак · c7 чорний пішак · f7 чорний пішак · g7 чорний пішак · h7 чорний пішак · a6 чорний кінь · d5 чорний пішак · e5 чорний пішак · a4 білий кінь · e4 чорний ферзь · a3 білий пішак · b3 білий король · b2 білий пішак · c2 білий пішак · d2 білий пішак · g2 білий пішак · h2 білий пішак · a1 біла тура · c1 білий слон · d1 білий ферзь · f1 білий слон · g1 білий кінь · h1 біла тура | a8 чорна тура · c8 чорний слон · e8 чорний король · g8 чорний кінь · h8 чорна тура · a7 чорний пішак · b7 чорний пішак · c7 чорний пішак · f7 чорний пішак · g7 чорний пішак · h7 чорний пішак · a6 чорний кінь · d5 чорний пішак · e5 чорний пішак · a4 білий кінь · e4 чорний ферзь · a3 білий пішак · b3 білий король · b2 білий пішак · c2 білий пішак · d2 білий пішак · g2 білий пішак · h2 білий пішак · a1 біла тура · c1 білий слон · d1 білий ферзь · f1 білий слон · g1 білий кінь · h1 біла тура | a8 чорна тура · c8 чорний слон · e8 чорний король · g8 чорний кінь · h8 чорна тура · a7 чорний пішак · b7 чорний пішак · c7 чорний пішак · f7 чорний пішак · g7 чорний пішак · h7 чорний пішак · a6 чорний кінь · d5 чорний пішак · e5 чорний пішак · a4 білий кінь · e4 чорний ферзь · a3 білий пішак · b3 білий король · b2 білий пішак · c2 білий пішак · d2 білий пішак · g2 білий пішак · h2 білий пішак · a1 біла тура · c1 білий слон · d1 білий ферзь · f1 білий слон · g1 білий кінь · h1 біла тура | a8 чорна тура · c8 чорний слон · e8 чорний король · g8 чорний кінь · h8 чорна тура · a7 чорний пішак · b7 чорний пішак · c7 чорний пішак · f7 чорний пішак · g7 чорний пішак · h7 чорний пішак · a6 чорний кінь · d5 чорний пішак · e5 чорний пішак · a4 білий кінь · e4 чорний ферзь · a3 білий пішак · b3 білий король · b2 білий пішак · c2 білий пішак · d2 білий пішак · g2 білий пішак · h2 білий пішак · a1 біла тура · c1 білий слон · d1 білий ферзь · f1 білий слон · g1 білий кінь · h1 біла тура | 8 |
| 7 | a8 чорна тура · c8 чорний слон · e8 чорний король · g8 чорний кінь · h8 чорна тура · a7 чорний пішак · b7 чорний пішак · c7 чорний пішак · f7 чорний пішак · g7 чорний пішак · h7 чорний пішак · a6 чорний кінь · d5 чорний пішак · e5 чорний пішак · a4 білий кінь · e4 чорний ферзь · a3 білий пішак · b3 білий король · b2 білий пішак · c2 білий пішак · d2 білий пішак · g2 білий пішак · h2 білий пішак · a1 біла тура · c1 білий слон · d1 білий ферзь · f1 білий слон · g1 білий кінь · h1 біла тура | a8 чорна тура · c8 чорний слон · e8 чорний король · g8 чорний кінь · h8 чорна тура · a7 чорний пішак · b7 чорний пішак · c7 чорний пішак · f7 чорний пішак · g7 чорний пішак · h7 чорний пішак · a6 чорний кінь · d5 чорний пішак · e5 чорний пішак · a4 білий кінь · e4 чорний ферзь · a3 білий пішак · b3 білий король · b2 білий пішак · c2 білий пішак · d2 білий пішак · g2 білий пішак · h2 білий пішак · a1 біла тура · c1 білий слон · d1 білий ферзь · f1 білий слон · g1 білий кінь · h1 біла тура | a8 чорна тура · c8 чорний слон · e8 чорний король · g8 чорний кінь · h8 чорна тура · a7 чорний пішак · b7 чорний пішак · c7 чорний пішак · f7 чорний пішак · g7 чорний пішак · h7 чорний пішак · a6 чорний кінь · d5 чорний пішак · e5 чорний пішак · a4 білий кінь · e4 чорний ферзь · a3 білий пішак · b3 білий король · b2 білий пішак · c2 білий пішак · d2 білий пішак · g2 білий пішак · h2 білий пішак · a1 біла тура · c1 білий слон · d1 білий ферзь · f1 білий слон · g1 білий кінь · h1 біла тура | a8 чорна тура · c8 чорний слон · e8 чорний король · g8 чорний кінь · h8 чорна тура · a7 чорний пішак · b7 чорний пішак · c7 чорний пішак · f7 чорний пішак · g7 чорний пішак · h7 чорний пішак · a6 чорний кінь · d5 чорний пішак · e5 чорний пішак · a4 білий кінь · e4 чорний ферзь · a3 білий пішак · b3 білий король · b2 білий пішак · c2 білий пішак · d2 білий пішак · g2 білий пішак · h2 білий пішак · a1 біла тура · c1 білий слон · d1 білий ферзь · f1 білий слон · g1 білий кінь · h1 біла тура | a8 чорна тура · c8 чорний слон · e8 чорний король · g8 чорний кінь · h8 чорна тура · a7 чорний пішак · b7 чорний пішак · c7 чорний пішак · f7 чорний пішак · g7 чорний пішак · h7 чорний пішак · a6 чорний кінь · d5 чорний пішак · e5 чорний пішак · a4 білий кінь · e4 чорний ферзь · a3 білий пішак · b3 білий король · b2 білий пішак · c2 білий пішак · d2 білий пішак · g2 білий пішак · h2 білий пішак · a1 біла тура · c1 білий слон · d1 білий ферзь · f1 білий слон · g1 білий кінь · h1 біла тура | a8 чорна тура · c8 чорний слон · e8 чорний король · g8 чорний кінь · h8 чорна тура · a7 чорний пішак · b7 чорний пішак · c7 чорний пішак · f7 чорний пішак · g7 чорний пішак · h7 чорний пішак · a6 чорний кінь · d5 чорний пішак · e5 чорний пішак · a4 білий кінь · e4 чорний ферзь · a3 білий пішак · b3 білий король · b2 білий пішак · c2 білий пішак · d2 білий пішак · g2 білий пішак · h2 білий пішак · a1 біла тура · c1 білий слон · d1 білий ферзь · f1 білий слон · g1 білий кінь · h1 біла тура | a8 чорна тура · c8 чорний слон · e8 чорний король · g8 чорний кінь · h8 чорна тура · a7 чорний пішак · b7 чорний пішак · c7 чорний пішак · f7 чорний пішак · g7 чорний пішак · h7 чорний пішак · a6 чорний кінь · d5 чорний пішак · e5 чорний пішак · a4 білий кінь · e4 чорний ферзь · a3 білий пішак · b3 білий король · b2 білий пішак · c2 білий пішак · d2 білий пішак · g2 білий пішак · h2 білий пішак · a1 біла тура · c1 білий слон · d1 білий ферзь · f1 білий слон · g1 білий кінь · h1 біла тура | a8 чорна тура · c8 чорний слон · e8 чорний король · g8 чорний кінь · h8 чорна тура · a7 чорний пішак · b7 чорний пішак · c7 чорний пішак · f7 чорний пішак · g7 чорний пішак · h7 чорний пішак · a6 чорний кінь · d5 чорний пішак · e5 чорний пішак · a4 білий кінь · e4 чорний ферзь · a3 білий пішак · b3 білий король · b2 білий пішак · c2 білий пішак · d2 білий пішак · g2 білий пішак · h2 білий пішак · a1 біла тура · c1 білий слон · d1 білий ферзь · f1 білий слон · g1 білий кінь · h1 біла тура | 7 |
| 6 | a8 чорна тура · c8 чорний слон · e8 чорний король · g8 чорний кінь · h8 чорна тура · a7 чорний пішак · b7 чорний пішак · c7 чорний пішак · f7 чорний пішак · g7 чорний пішак · h7 чорний пішак · a6 чорний кінь · d5 чорний пішак · e5 чорний пішак · a4 білий кінь · e4 чорний ферзь · a3 білий пішак · b3 білий король · b2 білий пішак · c2 білий пішак · d2 білий пішак · g2 білий пішак · h2 білий пішак · a1 біла тура · c1 білий слон · d1 білий ферзь · f1 білий слон · g1 білий кінь · h1 біла тура | a8 чорна тура · c8 чорний слон · e8 чорний король · g8 чорний кінь · h8 чорна тура · a7 чорний пішак · b7 чорний пішак · c7 чорний пішак · f7 чорний пішак · g7 чорний пішак · h7 чорний пішак · a6 чорний кінь · d5 чорний пішак · e5 чорний пішак · a4 білий кінь · e4 чорний ферзь · a3 білий пішак · b3 білий король · b2 білий пішак · c2 білий пішак · d2 білий пішак · g2 білий пішак · h2 білий пішак · a1 біла тура · c1 білий слон · d1 білий ферзь · f1 білий слон · g1 білий кінь · h1 біла тура | a8 чорна тура · c8 чорний слон · e8 чорний король · g8 чорний кінь · h8 чорна тура · a7 чорний пішак · b7 чорний пішак · c7 чорний пішак · f7 чорний пішак · g7 чорний пішак · h7 чорний пішак · a6 чорний кінь · d5 чорний пішак · e5 чорний пішак · a4 білий кінь · e4 чорний ферзь · a3 білий пішак · b3 білий король · b2 білий пішак · c2 білий пішак · d2 білий пішак · g2 білий пішак · h2 білий пішак · a1 біла тура · c1 білий слон · d1 білий ферзь · f1 білий слон · g1 білий кінь · h1 біла тура | a8 чорна тура · c8 чорний слон · e8 чорний король · g8 чорний кінь · h8 чорна тура · a7 чорний пішак · b7 чорний пішак · c7 чорний пішак · f7 чорний пішак · g7 чорний пішак · h7 чорний пішак · a6 чорний кінь · d5 чорний пішак · e5 чорний пішак · a4 білий кінь · e4 чорний ферзь · a3 білий пішак · b3 білий король · b2 білий пішак · c2 білий пішак · d2 білий пішак · g2 білий пішак · h2 білий пішак · a1 біла тура · c1 білий слон · d1 білий ферзь · f1 білий слон · g1 білий кінь · h1 біла тура | a8 чорна тура · c8 чорний слон · e8 чорний король · g8 чорний кінь · h8 чорна тура · a7 чорний пішак · b7 чорний пішак · c7 чорний пішак · f7 чорний пішак · g7 чорний пішак · h7 чорний пішак · a6 чорний кінь · d5 чорний пішак · e5 чорний пішак · a4 білий кінь · e4 чорний ферзь · a3 білий пішак · b3 білий король · b2 білий пішак · c2 білий пішак · d2 білий пішак · g2 білий пішак · h2 білий пішак · a1 біла тура · c1 білий слон · d1 білий ферзь · f1 білий слон · g1 білий кінь · h1 біла тура | a8 чорна тура · c8 чорний слон · e8 чорний король · g8 чорний кінь · h8 чорна тура · a7 чорний пішак · b7 чорний пішак · c7 чорний пішак · f7 чорний пішак · g7 чорний пішак · h7 чорний пішак · a6 чорний кінь · d5 чорний пішак · e5 чорний пішак · a4 білий кінь · e4 чорний ферзь · a3 білий пішак · b3 білий король · b2 білий пішак · c2 білий пішак · d2 білий пішак · g2 білий пішак · h2 білий пішак · a1 біла тура · c1 білий слон · d1 білий ферзь · f1 білий слон · g1 білий кінь · h1 біла тура | a8 чорна тура · c8 чорний слон · e8 чорний король · g8 чорний кінь · h8 чорна тура · a7 чорний пішак · b7 чорний пішак · c7 чорний пішак · f7 чорний пішак · g7 чорний пішак · h7 чорний пішак · a6 чорний кінь · d5 чорний пішак · e5 чорний пішак · a4 білий кінь · e4 чорний ферзь · a3 білий пішак · b3 білий король · b2 білий пішак · c2 білий пішак · d2 білий пішак · g2 білий пішак · h2 білий пішак · a1 біла тура · c1 білий слон · d1 білий ферзь · f1 білий слон · g1 білий кінь · h1 біла тура | a8 чорна тура · c8 чорний слон · e8 чорний король · g8 чорний кінь · h8 чорна тура · a7 чорний пішак · b7 чорний пішак · c7 чорний пішак · f7 чорний пішак · g7 чорний пішак · h7 чорний пішак · a6 чорний кінь · d5 чорний пішак · e5 чорний пішак · a4 білий кінь · e4 чорний ферзь · a3 білий пішак · b3 білий король · b2 білий пішак · c2 білий пішак · d2 білий пішак · g2 білий пішак · h2 білий пішак · a1 біла тура · c1 білий слон · d1 білий ферзь · f1 білий слон · g1 білий кінь · h1 біла тура | 6 |
| 5 | a8 чорна тура · c8 чорний слон · e8 чорний король · g8 чорний кінь · h8 чорна тура · a7 чорний пішак · b7 чорний пішак · c7 чорний пішак · f7 чорний пішак · g7 чорний пішак · h7 чорний пішак · a6 чорний кінь · d5 чорний пішак · e5 чорний пішак · a4 білий кінь · e4 чорний ферзь · a3 білий пішак · b3 білий король · b2 білий пішак · c2 білий пішак · d2 білий пішак · g2 білий пішак · h2 білий пішак · a1 біла тура · c1 білий слон · d1 білий ферзь · f1 білий слон · g1 білий кінь · h1 біла тура | a8 чорна тура · c8 чорний слон · e8 чорний король · g8 чорний кінь · h8 чорна тура · a7 чорний пішак · b7 чорний пішак · c7 чорний пішак · f7 чорний пішак · g7 чорний пішак · h7 чорний пішак · a6 чорний кінь · d5 чорний пішак · e5 чорний пішак · a4 білий кінь · e4 чорний ферзь · a3 білий пішак · b3 білий король · b2 білий пішак · c2 білий пішак · d2 білий пішак · g2 білий пішак · h2 білий пішак · a1 біла тура · c1 білий слон · d1 білий ферзь · f1 білий слон · g1 білий кінь · h1 біла тура | a8 чорна тура · c8 чорний слон · e8 чорний король · g8 чорний кінь · h8 чорна тура · a7 чорний пішак · b7 чорний пішак · c7 чорний пішак · f7 чорний пішак · g7 чорний пішак · h7 чорний пішак · a6 чорний кінь · d5 чорний пішак · e5 чорний пішак · a4 білий кінь · e4 чорний ферзь · a3 білий пішак · b3 білий король · b2 білий пішак · c2 білий пішак · d2 білий пішак · g2 білий пішак · h2 білий пішак · a1 біла тура · c1 білий слон · d1 білий ферзь · f1 білий слон · g1 білий кінь · h1 біла тура | a8 чорна тура · c8 чорний слон · e8 чорний король · g8 чорний кінь · h8 чорна тура · a7 чорний пішак · b7 чорний пішак · c7 чорний пішак · f7 чорний пішак · g7 чорний пішак · h7 чорний пішак · a6 чорний кінь · d5 чорний пішак · e5 чорний пішак · a4 білий кінь · e4 чорний ферзь · a3 білий пішак · b3 білий король · b2 білий пішак · c2 білий пішак · d2 білий пішак · g2 білий пішак · h2 білий пішак · a1 біла тура · c1 білий слон · d1 білий ферзь · f1 білий слон · g1 білий кінь · h1 біла тура | a8 чорна тура · c8 чорний слон · e8 чорний король · g8 чорний кінь · h8 чорна тура · a7 чорний пішак · b7 чорний пішак · c7 чорний пішак · f7 чорний пішак · g7 чорний пішак · h7 чорний пішак · a6 чорний кінь · d5 чорний пішак · e5 чорний пішак · a4 білий кінь · e4 чорний ферзь · a3 білий пішак · b3 білий король · b2 білий пішак · c2 білий пішак · d2 білий пішак · g2 білий пішак · h2 білий пішак · a1 біла тура · c1 білий слон · d1 білий ферзь · f1 білий слон · g1 білий кінь · h1 біла тура | a8 чорна тура · c8 чорний слон · e8 чорний король · g8 чорний кінь · h8 чорна тура · a7 чорний пішак · b7 чорний пішак · c7 чорний пішак · f7 чорний пішак · g7 чорний пішак · h7 чорний пішак · a6 чорний кінь · d5 чорний пішак · e5 чорний пішак · a4 білий кінь · e4 чорний ферзь · a3 білий пішак · b3 білий король · b2 білий пішак · c2 білий пішак · d2 білий пішак · g2 білий пішак · h2 білий пішак · a1 біла тура · c1 білий слон · d1 білий ферзь · f1 білий слон · g1 білий кінь · h1 біла тура | a8 чорна тура · c8 чорний слон · e8 чорний король · g8 чорний кінь · h8 чорна тура · a7 чорний пішак · b7 чорний пішак · c7 чорний пішак · f7 чорний пішак · g7 чорний пішак · h7 чорний пішак · a6 чорний кінь · d5 чорний пішак · e5 чорний пішак · a4 білий кінь · e4 чорний ферзь · a3 білий пішак · b3 білий король · b2 білий пішак · c2 білий пішак · d2 білий пішак · g2 білий пішак · h2 білий пішак · a1 біла тура · c1 білий слон · d1 білий ферзь · f1 білий слон · g1 білий кінь · h1 біла тура | a8 чорна тура · c8 чорний слон · e8 чорний король · g8 чорний кінь · h8 чорна тура · a7 чорний пішак · b7 чорний пішак · c7 чорний пішак · f7 чорний пішак · g7 чорний пішак · h7 чорний пішак · a6 чорний кінь · d5 чорний пішак · e5 чорний пішак · a4 білий кінь · e4 чорний ферзь · a3 білий пішак · b3 білий король · b2 білий пішак · c2 білий пішак · d2 білий пішак · g2 білий пішак · h2 білий пішак · a1 біла тура · c1 білий слон · d1 білий ферзь · f1 білий слон · g1 білий кінь · h1 біла тура | 5 |
| 4 | a8 чорна тура · c8 чорний слон · e8 чорний король · g8 чорний кінь · h8 чорна тура · a7 чорний пішак · b7 чорний пішак · c7 чорний пішак · f7 чорний пішак · g7 чорний пішак · h7 чорний пішак · a6 чорний кінь · d5 чорний пішак · e5 чорний пішак · a4 білий кінь · e4 чорний ферзь · a3 білий пішак · b3 білий король · b2 білий пішак · c2 білий пішак · d2 білий пішак · g2 білий пішак · h2 білий пішак · a1 біла тура · c1 білий слон · d1 білий ферзь · f1 білий слон · g1 білий кінь · h1 біла тура | a8 чорна тура · c8 чорний слон · e8 чорний король · g8 чорний кінь · h8 чорна тура · a7 чорний пішак · b7 чорний пішак · c7 чорний пішак · f7 чорний пішак · g7 чорний пішак · h7 чорний пішак · a6 чорний кінь · d5 чорний пішак · e5 чорний пішак · a4 білий кінь · e4 чорний ферзь · a3 білий пішак · b3 білий король · b2 білий пішак · c2 білий пішак · d2 білий пішак · g2 білий пішак · h2 білий пішак · a1 біла тура · c1 білий слон · d1 білий ферзь · f1 білий слон · g1 білий кінь · h1 біла тура | a8 чорна тура · c8 чорний слон · e8 чорний король · g8 чорний кінь · h8 чорна тура · a7 чорний пішак · b7 чорний пішак · c7 чорний пішак · f7 чорний пішак · g7 чорний пішак · h7 чорний пішак · a6 чорний кінь · d5 чорний пішак · e5 чорний пішак · a4 білий кінь · e4 чорний ферзь · a3 білий пішак · b3 білий король · b2 білий пішак · c2 білий пішак · d2 білий пішак · g2 білий пішак · h2 білий пішак · a1 біла тура · c1 білий слон · d1 білий ферзь · f1 білий слон · g1 білий кінь · h1 біла тура | a8 чорна тура · c8 чорний слон · e8 чорний король · g8 чорний кінь · h8 чорна тура · a7 чорний пішак · b7 чорний пішак · c7 чорний пішак · f7 чорний пішак · g7 чорний пішак · h7 чорний пішак · a6 чорний кінь · d5 чорний пішак · e5 чорний пішак · a4 білий кінь · e4 чорний ферзь · a3 білий пішак · b3 білий король · b2 білий пішак · c2 білий пішак · d2 білий пішак · g2 білий пішак · h2 білий пішак · a1 біла тура · c1 білий слон · d1 білий ферзь · f1 білий слон · g1 білий кінь · h1 біла тура | a8 чорна тура · c8 чорний слон · e8 чорний король · g8 чорний кінь · h8 чорна тура · a7 чорний пішак · b7 чорний пішак · c7 чорний пішак · f7 чорний пішак · g7 чорний пішак · h7 чорний пішак · a6 чорний кінь · d5 чорний пішак · e5 чорний пішак · a4 білий кінь · e4 чорний ферзь · a3 білий пішак · b3 білий король · b2 білий пішак · c2 білий пішак · d2 білий пішак · g2 білий пішак · h2 білий пішак · a1 біла тура · c1 білий слон · d1 білий ферзь · f1 білий слон · g1 білий кінь · h1 біла тура | a8 чорна тура · c8 чорний слон · e8 чорний король · g8 чорний кінь · h8 чорна тура · a7 чорний пішак · b7 чорний пішак · c7 чорний пішак · f7 чорний пішак · g7 чорний пішак · h7 чорний пішак · a6 чорний кінь · d5 чорний пішак · e5 чорний пішак · a4 білий кінь · e4 чорний ферзь · a3 білий пішак · b3 білий король · b2 білий пішак · c2 білий пішак · d2 білий пішак · g2 білий пішак · h2 білий пішак · a1 біла тура · c1 білий слон · d1 білий ферзь · f1 білий слон · g1 білий кінь · h1 біла тура | a8 чорна тура · c8 чорний слон · e8 чорний король · g8 чорний кінь · h8 чорна тура · a7 чорний пішак · b7 чорний пішак · c7 чорний пішак · f7 чорний пішак · g7 чорний пішак · h7 чорний пішак · a6 чорний кінь · d5 чорний пішак · e5 чорний пішак · a4 білий кінь · e4 чорний ферзь · a3 білий пішак · b3 білий король · b2 білий пішак · c2 білий пішак · d2 білий пішак · g2 білий пішак · h2 білий пішак · a1 біла тура · c1 білий слон · d1 білий ферзь · f1 білий слон · g1 білий кінь · h1 біла тура | a8 чорна тура · c8 чорний слон · e8 чорний король · g8 чорний кінь · h8 чорна тура · a7 чорний пішак · b7 чорний пішак · c7 чорний пішак · f7 чорний пішак · g7 чорний пішак · h7 чорний пішак · a6 чорний кінь · d5 чорний пішак · e5 чорний пішак · a4 білий кінь · e4 чорний ферзь · a3 білий пішак · b3 білий король · b2 білий пішак · c2 білий пішак · d2 білий пішак · g2 білий пішак · h2 білий пішак · a1 біла тура · c1 білий слон · d1 білий ферзь · f1 білий слон · g1 білий кінь · h1 біла тура | 4 |
| 3 | a8 чорна тура · c8 чорний слон · e8 чорний король · g8 чорний кінь · h8 чорна тура · a7 чорний пішак · b7 чорний пішак · c7 чорний пішак · f7 чорний пішак · g7 чорний пішак · h7 чорний пішак · a6 чорний кінь · d5 чорний пішак · e5 чорний пішак · a4 білий кінь · e4 чорний ферзь · a3 білий пішак · b3 білий король · b2 білий пішак · c2 білий пішак · d2 білий пішак · g2 білий пішак · h2 білий пішак · a1 біла тура · c1 білий слон · d1 білий ферзь · f1 білий слон · g1 білий кінь · h1 біла тура | a8 чорна тура · c8 чорний слон · e8 чорний король · g8 чорний кінь · h8 чорна тура · a7 чорний пішак · b7 чорний пішак · c7 чорний пішак · f7 чорний пішак · g7 чорний пішак · h7 чорний пішак · a6 чорний кінь · d5 чорний пішак · e5 чорний пішак · a4 білий кінь · e4 чорний ферзь · a3 білий пішак · b3 білий король · b2 білий пішак · c2 білий пішак · d2 білий пішак · g2 білий пішак · h2 білий пішак · a1 біла тура · c1 білий слон · d1 білий ферзь · f1 білий слон · g1 білий кінь · h1 біла тура | a8 чорна тура · c8 чорний слон · e8 чорний король · g8 чорний кінь · h8 чорна тура · a7 чорний пішак · b7 чорний пішак · c7 чорний пішак · f7 чорний пішак · g7 чорний пішак · h7 чорний пішак · a6 чорний кінь · d5 чорний пішак · e5 чорний пішак · a4 білий кінь · e4 чорний ферзь · a3 білий пішак · b3 білий король · b2 білий пішак · c2 білий пішак · d2 білий пішак · g2 білий пішак · h2 білий пішак · a1 біла тура · c1 білий слон · d1 білий ферзь · f1 білий слон · g1 білий кінь · h1 біла тура | a8 чорна тура · c8 чорний слон · e8 чорний король · g8 чорний кінь · h8 чорна тура · a7 чорний пішак · b7 чорний пішак · c7 чорний пішак · f7 чорний пішак · g7 чорний пішак · h7 чорний пішак · a6 чорний кінь · d5 чорний пішак · e5 чорний пішак · a4 білий кінь · e4 чорний ферзь · a3 білий пішак · b3 білий король · b2 білий пішак · c2 білий пішак · d2 білий пішак · g2 білий пішак · h2 білий пішак · a1 біла тура · c1 білий слон · d1 білий ферзь · f1 білий слон · g1 білий кінь · h1 біла тура | a8 чорна тура · c8 чорний слон · e8 чорний король · g8 чорний кінь · h8 чорна тура · a7 чорний пішак · b7 чорний пішак · c7 чорний пішак · f7 чорний пішак · g7 чорний пішак · h7 чорний пішак · a6 чорний кінь · d5 чорний пішак · e5 чорний пішак · a4 білий кінь · e4 чорний ферзь · a3 білий пішак · b3 білий король · b2 білий пішак · c2 білий пішак · d2 білий пішак · g2 білий пішак · h2 білий пішак · a1 біла тура · c1 білий слон · d1 білий ферзь · f1 білий слон · g1 білий кінь · h1 біла тура | a8 чорна тура · c8 чорний слон · e8 чорний король · g8 чорний кінь · h8 чорна тура · a7 чорний пішак · b7 чорний пішак · c7 чорний пішак · f7 чорний пішак · g7 чорний пішак · h7 чорний пішак · a6 чорний кінь · d5 чорний пішак · e5 чорний пішак · a4 білий кінь · e4 чорний ферзь · a3 білий пішак · b3 білий король · b2 білий пішак · c2 білий пішак · d2 білий пішак · g2 білий пішак · h2 білий пішак · a1 біла тура · c1 білий слон · d1 білий ферзь · f1 білий слон · g1 білий кінь · h1 біла тура | a8 чорна тура · c8 чорний слон · e8 чорний король · g8 чорний кінь · h8 чорна тура · a7 чорний пішак · b7 чорний пішак · c7 чорний пішак · f7 чорний пішак · g7 чорний пішак · h7 чорний пішак · a6 чорний кінь · d5 чорний пішак · e5 чорний пішак · a4 білий кінь · e4 чорний ферзь · a3 білий пішак · b3 білий король · b2 білий пішак · c2 білий пішак · d2 білий пішак · g2 білий пішак · h2 білий пішак · a1 біла тура · c1 білий слон · d1 білий ферзь · f1 білий слон · g1 білий кінь · h1 біла тура | a8 чорна тура · c8 чорний слон · e8 чорний король · g8 чорний кінь · h8 чорна тура · a7 чорний пішак · b7 чорний пішак · c7 чорний пішак · f7 чорний пішак · g7 чорний пішак · h7 чорний пішак · a6 чорний кінь · d5 чорний пішак · e5 чорний пішак · a4 білий кінь · e4 чорний ферзь · a3 білий пішак · b3 білий король · b2 білий пішак · c2 білий пішак · d2 білий пішак · g2 білий пішак · h2 білий пішак · a1 біла тура · c1 білий слон · d1 білий ферзь · f1 білий слон · g1 білий кінь · h1 біла тура | 3 |
| 2 | a8 чорна тура · c8 чорний слон · e8 чорний король · g8 чорний кінь · h8 чорна тура · a7 чорний пішак · b7 чорний пішак · c7 чорний пішак · f7 чорний пішак · g7 чорний пішак · h7 чорний пішак · a6 чорний кінь · d5 чорний пішак · e5 чорний пішак · a4 білий кінь · e4 чорний ферзь · a3 білий пішак · b3 білий король · b2 білий пішак · c2 білий пішак · d2 білий пішак · g2 білий пішак · h2 білий пішак · a1 біла тура · c1 білий слон · d1 білий ферзь · f1 білий слон · g1 білий кінь · h1 біла тура | a8 чорна тура · c8 чорний слон · e8 чорний король · g8 чорний кінь · h8 чорна тура · a7 чорний пішак · b7 чорний пішак · c7 чорний пішак · f7 чорний пішак · g7 чорний пішак · h7 чорний пішак · a6 чорний кінь · d5 чорний пішак · e5 чорний пішак · a4 білий кінь · e4 чорний ферзь · a3 білий пішак · b3 білий король · b2 білий пішак · c2 білий пішак · d2 білий пішак · g2 білий пішак · h2 білий пішак · a1 біла тура · c1 білий слон · d1 білий ферзь · f1 білий слон · g1 білий кінь · h1 біла тура | a8 чорна тура · c8 чорний слон · e8 чорний король · g8 чорний кінь · h8 чорна тура · a7 чорний пішак · b7 чорний пішак · c7 чорний пішак · f7 чорний пішак · g7 чорний пішак · h7 чорний пішак · a6 чорний кінь · d5 чорний пішак · e5 чорний пішак · a4 білий кінь · e4 чорний ферзь · a3 білий пішак · b3 білий король · b2 білий пішак · c2 білий пішак · d2 білий пішак · g2 білий пішак · h2 білий пішак · a1 біла тура · c1 білий слон · d1 білий ферзь · f1 білий слон · g1 білий кінь · h1 біла тура | a8 чорна тура · c8 чорний слон · e8 чорний король · g8 чорний кінь · h8 чорна тура · a7 чорний пішак · b7 чорний пішак · c7 чорний пішак · f7 чорний пішак · g7 чорний пішак · h7 чорний пішак · a6 чорний кінь · d5 чорний пішак · e5 чорний пішак · a4 білий кінь · e4 чорний ферзь · a3 білий пішак · b3 білий король · b2 білий пішак · c2 білий пішак · d2 білий пішак · g2 білий пішак · h2 білий пішак · a1 біла тура · c1 білий слон · d1 білий ферзь · f1 білий слон · g1 білий кінь · h1 біла тура | a8 чорна тура · c8 чорний слон · e8 чорний король · g8 чорний кінь · h8 чорна тура · a7 чорний пішак · b7 чорний пішак · c7 чорний пішак · f7 чорний пішак · g7 чорний пішак · h7 чорний пішак · a6 чорний кінь · d5 чорний пішак · e5 чорний пішак · a4 білий кінь · e4 чорний ферзь · a3 білий пішак · b3 білий король · b2 білий пішак · c2 білий пішак · d2 білий пішак · g2 білий пішак · h2 білий пішак · a1 біла тура · c1 білий слон · d1 білий ферзь · f1 білий слон · g1 білий кінь · h1 біла тура | a8 чорна тура · c8 чорний слон · e8 чорний король · g8 чорний кінь · h8 чорна тура · a7 чорний пішак · b7 чорний пішак · c7 чорний пішак · f7 чорний пішак · g7 чорний пішак · h7 чорний пішак · a6 чорний кінь · d5 чорний пішак · e5 чорний пішак · a4 білий кінь · e4 чорний ферзь · a3 білий пішак · b3 білий король · b2 білий пішак · c2 білий пішак · d2 білий пішак · g2 білий пішак · h2 білий пішак · a1 біла тура · c1 білий слон · d1 білий ферзь · f1 білий слон · g1 білий кінь · h1 біла тура | a8 чорна тура · c8 чорний слон · e8 чорний король · g8 чорний кінь · h8 чорна тура · a7 чорний пішак · b7 чорний пішак · c7 чорний пішак · f7 чорний пішак · g7 чорний пішак · h7 чорний пішак · a6 чорний кінь · d5 чорний пішак · e5 чорний пішак · a4 білий кінь · e4 чорний ферзь · a3 білий пішак · b3 білий король · b2 білий пішак · c2 білий пішак · d2 білий пішак · g2 білий пішак · h2 білий пішак · a1 біла тура · c1 білий слон · d1 білий ферзь · f1 білий слон · g1 білий кінь · h1 біла тура | a8 чорна тура · c8 чорний слон · e8 чорний король · g8 чорний кінь · h8 чорна тура · a7 чорний пішак · b7 чорний пішак · c7 чорний пішак · f7 чорний пішак · g7 чорний пішак · h7 чорний пішак · a6 чорний кінь · d5 чорний пішак · e5 чорний пішак · a4 білий кінь · e4 чорний ферзь · a3 білий пішак · b3 білий король · b2 білий пішак · c2 білий пішак · d2 білий пішак · g2 білий пішак · h2 білий пішак · a1 біла тура · c1 білий слон · d1 білий ферзь · f1 білий слон · g1 білий кінь · h1 біла тура | 2 |
| 1 | a8 чорна тура · c8 чорний слон · e8 чорний король · g8 чорний кінь · h8 чорна тура · a7 чорний пішак · b7 чорний пішак · c7 чорний пішак · f7 чорний пішак · g7 чорний пішак · h7 чорний пішак · a6 чорний кінь · d5 чорний пішак · e5 чорний пішак · a4 білий кінь · e4 чорний ферзь · a3 білий пішак · b3 білий король · b2 білий пішак · c2 білий пішак · d2 білий пішак · g2 білий пішак · h2 білий пішак · a1 біла тура · c1 білий слон · d1 білий ферзь · f1 білий слон · g1 білий кінь · h1 біла тура | a8 чорна тура · c8 чорний слон · e8 чорний король · g8 чорний кінь · h8 чорна тура · a7 чорний пішак · b7 чорний пішак · c7 чорний пішак · f7 чорний пішак · g7 чорний пішак · h7 чорний пішак · a6 чорний кінь · d5 чорний пішак · e5 чорний пішак · a4 білий кінь · e4 чорний ферзь · a3 білий пішак · b3 білий король · b2 білий пішак · c2 білий пішак · d2 білий пішак · g2 білий пішак · h2 білий пішак · a1 біла тура · c1 білий слон · d1 білий ферзь · f1 білий слон · g1 білий кінь · h1 біла тура | a8 чорна тура · c8 чорний слон · e8 чорний король · g8 чорний кінь · h8 чорна тура · a7 чорний пішак · b7 чорний пішак · c7 чорний пішак · f7 чорний пішак · g7 чорний пішак · h7 чорний пішак · a6 чорний кінь · d5 чорний пішак · e5 чорний пішак · a4 білий кінь · e4 чорний ферзь · a3 білий пішак · b3 білий король · b2 білий пішак · c2 білий пішак · d2 білий пішак · g2 білий пішак · h2 білий пішак · a1 біла тура · c1 білий слон · d1 білий ферзь · f1 білий слон · g1 білий кінь · h1 біла тура | a8 чорна тура · c8 чорний слон · e8 чорний король · g8 чорний кінь · h8 чорна тура · a7 чорний пішак · b7 чорний пішак · c7 чорний пішак · f7 чорний пішак · g7 чорний пішак · h7 чорний пішак · a6 чорний кінь · d5 чорний пішак · e5 чорний пішак · a4 білий кінь · e4 чорний ферзь · a3 білий пішак · b3 білий король · b2 білий пішак · c2 білий пішак · d2 білий пішак · g2 білий пішак · h2 білий пішак · a1 біла тура · c1 білий слон · d1 білий ферзь · f1 білий слон · g1 білий кінь · h1 біла тура | a8 чорна тура · c8 чорний слон · e8 чорний король · g8 чорний кінь · h8 чорна тура · a7 чорний пішак · b7 чорний пішак · c7 чорний пішак · f7 чорний пішак · g7 чорний пішак · h7 чорний пішак · a6 чорний кінь · d5 чорний пішак · e5 чорний пішак · a4 білий кінь · e4 чорний ферзь · a3 білий пішак · b3 білий король · b2 білий пішак · c2 білий пішак · d2 білий пішак · g2 білий пішак · h2 білий пішак · a1 біла тура · c1 білий слон · d1 білий ферзь · f1 білий слон · g1 білий кінь · h1 біла тура | a8 чорна тура · c8 чорний слон · e8 чорний король · g8 чорний кінь · h8 чорна тура · a7 чорний пішак · b7 чорний пішак · c7 чорний пішак · f7 чорний пішак · g7 чорний пішак · h7 чорний пішак · a6 чорний кінь · d5 чорний пішак · e5 чорний пішак · a4 білий кінь · e4 чорний ферзь · a3 білий пішак · b3 білий король · b2 білий пішак · c2 білий пішак · d2 білий пішак · g2 білий пішак · h2 білий пішак · a1 біла тура · c1 білий слон · d1 білий ферзь · f1 білий слон · g1 білий кінь · h1 біла тура | a8 чорна тура · c8 чорний слон · e8 чорний король · g8 чорний кінь · h8 чорна тура · a7 чорний пішак · b7 чорний пішак · c7 чорний пішак · f7 чорний пішак · g7 чорний пішак · h7 чорний пішак · a6 чорний кінь · d5 чорний пішак · e5 чорний пішак · a4 білий кінь · e4 чорний ферзь · a3 білий пішак · b3 білий король · b2 білий пішак · c2 білий пішак · d2 білий пішак · g2 білий пішак · h2 білий пішак · a1 біла тура · c1 білий слон · d1 білий ферзь · f1 білий слон · g1 білий кінь · h1 біла тура | a8 чорна тура · c8 чорний слон · e8 чорний король · g8 чорний кінь · h8 чорна тура · a7 чорний пішак · b7 чорний пішак · c7 чорний пішак · f7 чорний пішак · g7 чорний пішак · h7 чорний пішак · a6 чорний кінь · d5 чорний пішак · e5 чорний пішак · a4 білий кінь · e4 чорний ферзь · a3 білий пішак · b3 білий король · b2 білий пішак · c2 білий пішак · d2 білий пішак · g2 білий пішак · h2 білий пішак · a1 біла тура · c1 білий слон · d1 білий ферзь · f1 білий слон · g1 білий кінь · h1 біла тура | 1 |
|   | a | b | c | d | e | f | g | h |   |

Вирішальна помилка, що дозволяє чорним добитися форсованої нічиєї з жертвами фігур. Білі знову мали грати 9.d4! Після 9... exd4 10.Bxa6 bxa6 11.Nc5 or 9.c3! Bd7 10.Ka3 b5 11.d4 bxa4 12.Bxa6 Qxg2 13.Qf3! Qg6 14.Qxd5 Bc6 15.Bb5 білі виграють.
9... Qxa4+!!
Блискуча жертва ферзя.
10. Kxa4 Nc5+ 11. Kb4
11.Kb5 також призводить до нічиєї після 11...Ne7!! 12.Qh5! a5 13.Qxe5 Na6 14.Kxa5 Nb8+ 15.Kb4 Nbc6+.
11... a5+ 12. Kxc5
|   | a | b | c | d | e | f | g | h |   |
| 8 | a8 чорна тура · c8 чорний слон · e8 чорний король · g8 чорний кінь · h8 чорна тура · b7 чорний пішак · c7 чорний пішак · f7 чорний пішак · g7 чорний пішак · h7 чорний пішак · a5 чорний пішак · c5 чорний кінь · d5 чорний пішак · e5 чорний пішак · b4 білий король · a3 білий пішак · b2 білий пішак · c2 білий пішак · d2 білий пішак · g2 білий пішак · h2 білий пішак · a1 біла тура · c1 білий слон · d1 білий ферзь · f1 білий слон · g1 білий кінь · h1 біла тура | a8 чорна тура · c8 чорний слон · e8 чорний король · g8 чорний кінь · h8 чорна тура · b7 чорний пішак · c7 чорний пішак · f7 чорний пішак · g7 чорний пішак · h7 чорний пішак · a5 чорний пішак · c5 чорний кінь · d5 чорний пішак · e5 чорний пішак · b4 білий король · a3 білий пішак · b2 білий пішак · c2 білий пішак · d2 білий пішак · g2 білий пішак · h2 білий пішак · a1 біла тура · c1 білий слон · d1 білий ферзь · f1 білий слон · g1 білий кінь · h1 біла тура | a8 чорна тура · c8 чорний слон · e8 чорний король · g8 чорний кінь · h8 чорна тура · b7 чорний пішак · c7 чорний пішак · f7 чорний пішак · g7 чорний пішак · h7 чорний пішак · a5 чорний пішак · c5 чорний кінь · d5 чорний пішак · e5 чорний пішак · b4 білий король · a3 білий пішак · b2 білий пішак · c2 білий пішак · d2 білий пішак · g2 білий пішак · h2 білий пішак · a1 біла тура · c1 білий слон · d1 білий ферзь · f1 білий слон · g1 білий кінь · h1 біла тура | a8 чорна тура · c8 чорний слон · e8 чорний король · g8 чорний кінь · h8 чорна тура · b7 чорний пішак · c7 чорний пішак · f7 чорний пішак · g7 чорний пішак · h7 чорний пішак · a5 чорний пішак · c5 чорний кінь · d5 чорний пішак · e5 чорний пішак · b4 білий король · a3 білий пішак · b2 білий пішак · c2 білий пішак · d2 білий пішак · g2 білий пішак · h2 білий пішак · a1 біла тура · c1 білий слон · d1 білий ферзь · f1 білий слон · g1 білий кінь · h1 біла тура | a8 чорна тура · c8 чорний слон · e8 чорний король · g8 чорний кінь · h8 чорна тура · b7 чорний пішак · c7 чорний пішак · f7 чорний пішак · g7 чорний пішак · h7 чорний пішак · a5 чорний пішак · c5 чорний кінь · d5 чорний пішак · e5 чорний пішак · b4 білий король · a3 білий пішак · b2 білий пішак · c2 білий пішак · d2 білий пішак · g2 білий пішак · h2 білий пішак · a1 біла тура · c1 білий слон · d1 білий ферзь · f1 білий слон · g1 білий кінь · h1 біла тура | a8 чорна тура · c8 чорний слон · e8 чорний король · g8 чорний кінь · h8 чорна тура · b7 чорний пішак · c7 чорний пішак · f7 чорний пішак · g7 чорний пішак · h7 чорний пішак · a5 чорний пішак · c5 чорний кінь · d5 чорний пішак · e5 чорний пішак · b4 білий король · a3 білий пішак · b2 білий пішак · c2 білий пішак · d2 білий пішак · g2 білий пішак · h2 білий пішак · a1 біла тура · c1 білий слон · d1 білий ферзь · f1 білий слон · g1 білий кінь · h1 біла тура | a8 чорна тура · c8 чорний слон · e8 чорний король · g8 чорний кінь · h8 чорна тура · b7 чорний пішак · c7 чорний пішак · f7 чорний пішак · g7 чорний пішак · h7 чорний пішак · a5 чорний пішак · c5 чорний кінь · d5 чорний пішак · e5 чорний пішак · b4 білий король · a3 білий пішак · b2 білий пішак · c2 білий пішак · d2 білий пішак · g2 білий пішак · h2 білий пішак · a1 біла тура · c1 білий слон · d1 білий ферзь · f1 білий слон · g1 білий кінь · h1 біла тура | a8 чорна тура · c8 чорний слон · e8 чорний король · g8 чорний кінь · h8 чорна тура · b7 чорний пішак · c7 чорний пішак · f7 чорний пішак · g7 чорний пішак · h7 чорний пішак · a5 чорний пішак · c5 чорний кінь · d5 чорний пішак · e5 чорний пішак · b4 білий король · a3 білий пішак · b2 білий пішак · c2 білий пішак · d2 білий пішак · g2 білий пішак · h2 білий пішак · a1 біла тура · c1 білий слон · d1 білий ферзь · f1 білий слон · g1 білий кінь · h1 біла тура | 8 |
| 7 | a8 чорна тура · c8 чорний слон · e8 чорний король · g8 чорний кінь · h8 чорна тура · b7 чорний пішак · c7 чорний пішак · f7 чорний пішак · g7 чорний пішак · h7 чорний пішак · a5 чорний пішак · c5 чорний кінь · d5 чорний пішак · e5 чорний пішак · b4 білий король · a3 білий пішак · b2 білий пішак · c2 білий пішак · d2 білий пішак · g2 білий пішак · h2 білий пішак · a1 біла тура · c1 білий слон · d1 білий ферзь · f1 білий слон · g1 білий кінь · h1 біла тура | a8 чорна тура · c8 чорний слон · e8 чорний король · g8 чорний кінь · h8 чорна тура · b7 чорний пішак · c7 чорний пішак · f7 чорний пішак · g7 чорний пішак · h7 чорний пішак · a5 чорний пішак · c5 чорний кінь · d5 чорний пішак · e5 чорний пішак · b4 білий король · a3 білий пішак · b2 білий пішак · c2 білий пішак · d2 білий пішак · g2 білий пішак · h2 білий пішак · a1 біла тура · c1 білий слон · d1 білий ферзь · f1 білий слон · g1 білий кінь · h1 біла тура | a8 чорна тура · c8 чорний слон · e8 чорний король · g8 чорний кінь · h8 чорна тура · b7 чорний пішак · c7 чорний пішак · f7 чорний пішак · g7 чорний пішак · h7 чорний пішак · a5 чорний пішак · c5 чорний кінь · d5 чорний пішак · e5 чорний пішак · b4 білий король · a3 білий пішак · b2 білий пішак · c2 білий пішак · d2 білий пішак · g2 білий пішак · h2 білий пішак · a1 біла тура · c1 білий слон · d1 білий ферзь · f1 білий слон · g1 білий кінь · h1 біла тура | a8 чорна тура · c8 чорний слон · e8 чорний король · g8 чорний кінь · h8 чорна тура · b7 чорний пішак · c7 чорний пішак · f7 чорний пішак · g7 чорний пішак · h7 чорний пішак · a5 чорний пішак · c5 чорний кінь · d5 чорний пішак · e5 чорний пішак · b4 білий король · a3 білий пішак · b2 білий пішак · c2 білий пішак · d2 білий пішак · g2 білий пішак · h2 білий пішак · a1 біла тура · c1 білий слон · d1 білий ферзь · f1 білий слон · g1 білий кінь · h1 біла тура | a8 чорна тура · c8 чорний слон · e8 чорний король · g8 чорний кінь · h8 чорна тура · b7 чорний пішак · c7 чорний пішак · f7 чорний пішак · g7 чорний пішак · h7 чорний пішак · a5 чорний пішак · c5 чорний кінь · d5 чорний пішак · e5 чорний пішак · b4 білий король · a3 білий пішак · b2 білий пішак · c2 білий пішак · d2 білий пішак · g2 білий пішак · h2 білий пішак · a1 біла тура · c1 білий слон · d1 білий ферзь · f1 білий слон · g1 білий кінь · h1 біла тура | a8 чорна тура · c8 чорний слон · e8 чорний король · g8 чорний кінь · h8 чорна тура · b7 чорний пішак · c7 чорний пішак · f7 чорний пішак · g7 чорний пішак · h7 чорний пішак · a5 чорний пішак · c5 чорний кінь · d5 чорний пішак · e5 чорний пішак · b4 білий король · a3 білий пішак · b2 білий пішак · c2 білий пішак · d2 білий пішак · g2 білий пішак · h2 білий пішак · a1 біла тура · c1 білий слон · d1 білий ферзь · f1 білий слон · g1 білий кінь · h1 біла тура | a8 чорна тура · c8 чорний слон · e8 чорний король · g8 чорний кінь · h8 чорна тура · b7 чорний пішак · c7 чорний пішак · f7 чорний пішак · g7 чорний пішак · h7 чорний пішак · a5 чорний пішак · c5 чорний кінь · d5 чорний пішак · e5 чорний пішак · b4 білий король · a3 білий пішак · b2 білий пішак · c2 білий пішак · d2 білий пішак · g2 білий пішак · h2 білий пішак · a1 біла тура · c1 білий слон · d1 білий ферзь · f1 білий слон · g1 білий кінь · h1 біла тура | a8 чорна тура · c8 чорний слон · e8 чорний король · g8 чорний кінь · h8 чорна тура · b7 чорний пішак · c7 чорний пішак · f7 чорний пішак · g7 чорний пішак · h7 чорний пішак · a5 чорний пішак · c5 чорний кінь · d5 чорний пішак · e5 чорний пішак · b4 білий король · a3 білий пішак · b2 білий пішак · c2 білий пішак · d2 білий пішак · g2 білий пішак · h2 білий пішак · a1 біла тура · c1 білий слон · d1 білий ферзь · f1 білий слон · g1 білий кінь · h1 біла тура | 7 |
| 6 | a8 чорна тура · c8 чорний слон · e8 чорний король · g8 чорний кінь · h8 чорна тура · b7 чорний пішак · c7 чорний пішак · f7 чорний пішак · g7 чорний пішак · h7 чорний пішак · a5 чорний пішак · c5 чорний кінь · d5 чорний пішак · e5 чорний пішак · b4 білий король · a3 білий пішак · b2 білий пішак · c2 білий пішак · d2 білий пішак · g2 білий пішак · h2 білий пішак · a1 біла тура · c1 білий слон · d1 білий ферзь · f1 білий слон · g1 білий кінь · h1 біла тура | a8 чорна тура · c8 чорний слон · e8 чорний король · g8 чорний кінь · h8 чорна тура · b7 чорний пішак · c7 чорний пішак · f7 чорний пішак · g7 чорний пішак · h7 чорний пішак · a5 чорний пішак · c5 чорний кінь · d5 чорний пішак · e5 чорний пішак · b4 білий король · a3 білий пішак · b2 білий пішак · c2 білий пішак · d2 білий пішак · g2 білий пішак · h2 білий пішак · a1 біла тура · c1 білий слон · d1 білий ферзь · f1 білий слон · g1 білий кінь · h1 біла тура | a8 чорна тура · c8 чорний слон · e8 чорний король · g8 чорний кінь · h8 чорна тура · b7 чорний пішак · c7 чорний пішак · f7 чорний пішак · g7 чорний пішак · h7 чорний пішак · a5 чорний пішак · c5 чорний кінь · d5 чорний пішак · e5 чорний пішак · b4 білий король · a3 білий пішак · b2 білий пішак · c2 білий пішак · d2 білий пішак · g2 білий пішак · h2 білий пішак · a1 біла тура · c1 білий слон · d1 білий ферзь · f1 білий слон · g1 білий кінь · h1 біла тура | a8 чорна тура · c8 чорний слон · e8 чорний король · g8 чорний кінь · h8 чорна тура · b7 чорний пішак · c7 чорний пішак · f7 чорний пішак · g7 чорний пішак · h7 чорний пішак · a5 чорний пішак · c5 чорний кінь · d5 чорний пішак · e5 чорний пішак · b4 білий король · a3 білий пішак · b2 білий пішак · c2 білий пішак · d2 білий пішак · g2 білий пішак · h2 білий пішак · a1 біла тура · c1 білий слон · d1 білий ферзь · f1 білий слон · g1 білий кінь · h1 біла тура | a8 чорна тура · c8 чорний слон · e8 чорний король · g8 чорний кінь · h8 чорна тура · b7 чорний пішак · c7 чорний пішак · f7 чорний пішак · g7 чорний пішак · h7 чорний пішак · a5 чорний пішак · c5 чорний кінь · d5 чорний пішак · e5 чорний пішак · b4 білий король · a3 білий пішак · b2 білий пішак · c2 білий пішак · d2 білий пішак · g2 білий пішак · h2 білий пішак · a1 біла тура · c1 білий слон · d1 білий ферзь · f1 білий слон · g1 білий кінь · h1 біла тура | a8 чорна тура · c8 чорний слон · e8 чорний король · g8 чорний кінь · h8 чорна тура · b7 чорний пішак · c7 чорний пішак · f7 чорний пішак · g7 чорний пішак · h7 чорний пішак · a5 чорний пішак · c5 чорний кінь · d5 чорний пішак · e5 чорний пішак · b4 білий король · a3 білий пішак · b2 білий пішак · c2 білий пішак · d2 білий пішак · g2 білий пішак · h2 білий пішак · a1 біла тура · c1 білий слон · d1 білий ферзь · f1 білий слон · g1 білий кінь · h1 біла тура | a8 чорна тура · c8 чорний слон · e8 чорний король · g8 чорний кінь · h8 чорна тура · b7 чорний пішак · c7 чорний пішак · f7 чорний пішак · g7 чорний пішак · h7 чорний пішак · a5 чорний пішак · c5 чорний кінь · d5 чорний пішак · e5 чорний пішак · b4 білий король · a3 білий пішак · b2 білий пішак · c2 білий пішак · d2 білий пішак · g2 білий пішак · h2 білий пішак · a1 біла тура · c1 білий слон · d1 білий ферзь · f1 білий слон · g1 білий кінь · h1 біла тура | a8 чорна тура · c8 чорний слон · e8 чорний король · g8 чорний кінь · h8 чорна тура · b7 чорний пішак · c7 чорний пішак · f7 чорний пішак · g7 чорний пішак · h7 чорний пішак · a5 чорний пішак · c5 чорний кінь · d5 чорний пішак · e5 чорний пішак · b4 білий король · a3 білий пішак · b2 білий пішак · c2 білий пішак · d2 білий пішак · g2 білий пішак · h2 білий пішак · a1 біла тура · c1 білий слон · d1 білий ферзь · f1 білий слон · g1 білий кінь · h1 біла тура | 6 |
| 5 | a8 чорна тура · c8 чорний слон · e8 чорний король · g8 чорний кінь · h8 чорна тура · b7 чорний пішак · c7 чорний пішак · f7 чорний пішак · g7 чорний пішак · h7 чорний пішак · a5 чорний пішак · c5 чорний кінь · d5 чорний пішак · e5 чорний пішак · b4 білий король · a3 білий пішак · b2 білий пішак · c2 білий пішак · d2 білий пішак · g2 білий пішак · h2 білий пішак · a1 біла тура · c1 білий слон · d1 білий ферзь · f1 білий слон · g1 білий кінь · h1 біла тура | a8 чорна тура · c8 чорний слон · e8 чорний король · g8 чорний кінь · h8 чорна тура · b7 чорний пішак · c7 чорний пішак · f7 чорний пішак · g7 чорний пішак · h7 чорний пішак · a5 чорний пішак · c5 чорний кінь · d5 чорний пішак · e5 чорний пішак · b4 білий король · a3 білий пішак · b2 білий пішак · c2 білий пішак · d2 білий пішак · g2 білий пішак · h2 білий пішак · a1 біла тура · c1 білий слон · d1 білий ферзь · f1 білий слон · g1 білий кінь · h1 біла тура | a8 чорна тура · c8 чорний слон · e8 чорний король · g8 чорний кінь · h8 чорна тура · b7 чорний пішак · c7 чорний пішак · f7 чорний пішак · g7 чорний пішак · h7 чорний пішак · a5 чорний пішак · c5 чорний кінь · d5 чорний пішак · e5 чорний пішак · b4 білий король · a3 білий пішак · b2 білий пішак · c2 білий пішак · d2 білий пішак · g2 білий пішак · h2 білий пішак · a1 біла тура · c1 білий слон · d1 білий ферзь · f1 білий слон · g1 білий кінь · h1 біла тура | a8 чорна тура · c8 чорний слон · e8 чорний король · g8 чорний кінь · h8 чорна тура · b7 чорний пішак · c7 чорний пішак · f7 чорний пішак · g7 чорний пішак · h7 чорний пішак · a5 чорний пішак · c5 чорний кінь · d5 чорний пішак · e5 чорний пішак · b4 білий король · a3 білий пішак · b2 білий пішак · c2 білий пішак · d2 білий пішак · g2 білий пішак · h2 білий пішак · a1 біла тура · c1 білий слон · d1 білий ферзь · f1 білий слон · g1 білий кінь · h1 біла тура | a8 чорна тура · c8 чорний слон · e8 чорний король · g8 чорний кінь · h8 чорна тура · b7 чорний пішак · c7 чорний пішак · f7 чорний пішак · g7 чорний пішак · h7 чорний пішак · a5 чорний пішак · c5 чорний кінь · d5 чорний пішак · e5 чорний пішак · b4 білий король · a3 білий пішак · b2 білий пішак · c2 білий пішак · d2 білий пішак · g2 білий пішак · h2 білий пішак · a1 біла тура · c1 білий слон · d1 білий ферзь · f1 білий слон · g1 білий кінь · h1 біла тура | a8 чорна тура · c8 чорний слон · e8 чорний король · g8 чорний кінь · h8 чорна тура · b7 чорний пішак · c7 чорний пішак · f7 чорний пішак · g7 чорний пішак · h7 чорний пішак · a5 чорний пішак · c5 чорний кінь · d5 чорний пішак · e5 чорний пішак · b4 білий король · a3 білий пішак · b2 білий пішак · c2 білий пішак · d2 білий пішак · g2 білий пішак · h2 білий пішак · a1 біла тура · c1 білий слон · d1 білий ферзь · f1 білий слон · g1 білий кінь · h1 біла тура | a8 чорна тура · c8 чорний слон · e8 чорний король · g8 чорний кінь · h8 чорна тура · b7 чорний пішак · c7 чорний пішак · f7 чорний пішак · g7 чорний пішак · h7 чорний пішак · a5 чорний пішак · c5 чорний кінь · d5 чорний пішак · e5 чорний пішак · b4 білий король · a3 білий пішак · b2 білий пішак · c2 білий пішак · d2 білий пішак · g2 білий пішак · h2 білий пішак · a1 біла тура · c1 білий слон · d1 білий ферзь · f1 білий слон · g1 білий кінь · h1 біла тура | a8 чорна тура · c8 чорний слон · e8 чорний король · g8 чорний кінь · h8 чорна тура · b7 чорний пішак · c7 чорний пішак · f7 чорний пішак · g7 чорний пішак · h7 чорний пішак · a5 чорний пішак · c5 чорний кінь · d5 чорний пішак · e5 чорний пішак · b4 білий король · a3 білий пішак · b2 білий пішак · c2 білий пішак · d2 білий пішак · g2 білий пішак · h2 білий пішак · a1 біла тура · c1 білий слон · d1 білий ферзь · f1 білий слон · g1 білий кінь · h1 біла тура | 5 |
| 4 | a8 чорна тура · c8 чорний слон · e8 чорний король · g8 чорний кінь · h8 чорна тура · b7 чорний пішак · c7 чорний пішак · f7 чорний пішак · g7 чорний пішак · h7 чорний пішак · a5 чорний пішак · c5 чорний кінь · d5 чорний пішак · e5 чорний пішак · b4 білий король · a3 білий пішак · b2 білий пішак · c2 білий пішак · d2 білий пішак · g2 білий пішак · h2 білий пішак · a1 біла тура · c1 білий слон · d1 білий ферзь · f1 білий слон · g1 білий кінь · h1 біла тура | a8 чорна тура · c8 чорний слон · e8 чорний король · g8 чорний кінь · h8 чорна тура · b7 чорний пішак · c7 чорний пішак · f7 чорний пішак · g7 чорний пішак · h7 чорний пішак · a5 чорний пішак · c5 чорний кінь · d5 чорний пішак · e5 чорний пішак · b4 білий король · a3 білий пішак · b2 білий пішак · c2 білий пішак · d2 білий пішак · g2 білий пішак · h2 білий пішак · a1 біла тура · c1 білий слон · d1 білий ферзь · f1 білий слон · g1 білий кінь · h1 біла тура | a8 чорна тура · c8 чорний слон · e8 чорний король · g8 чорний кінь · h8 чорна тура · b7 чорний пішак · c7 чорний пішак · f7 чорний пішак · g7 чорний пішак · h7 чорний пішак · a5 чорний пішак · c5 чорний кінь · d5 чорний пішак · e5 чорний пішак · b4 білий король · a3 білий пішак · b2 білий пішак · c2 білий пішак · d2 білий пішак · g2 білий пішак · h2 білий пішак · a1 біла тура · c1 білий слон · d1 білий ферзь · f1 білий слон · g1 білий кінь · h1 біла тура | a8 чорна тура · c8 чорний слон · e8 чорний король · g8 чорний кінь · h8 чорна тура · b7 чорний пішак · c7 чорний пішак · f7 чорний пішак · g7 чорний пішак · h7 чорний пішак · a5 чорний пішак · c5 чорний кінь · d5 чорний пішак · e5 чорний пішак · b4 білий король · a3 білий пішак · b2 білий пішак · c2 білий пішак · d2 білий пішак · g2 білий пішак · h2 білий пішак · a1 біла тура · c1 білий слон · d1 білий ферзь · f1 білий слон · g1 білий кінь · h1 біла тура | a8 чорна тура · c8 чорний слон · e8 чорний король · g8 чорний кінь · h8 чорна тура · b7 чорний пішак · c7 чорний пішак · f7 чорний пішак · g7 чорний пішак · h7 чорний пішак · a5 чорний пішак · c5 чорний кінь · d5 чорний пішак · e5 чорний пішак · b4 білий король · a3 білий пішак · b2 білий пішак · c2 білий пішак · d2 білий пішак · g2 білий пішак · h2 білий пішак · a1 біла тура · c1 білий слон · d1 білий ферзь · f1 білий слон · g1 білий кінь · h1 біла тура | a8 чорна тура · c8 чорний слон · e8 чорний король · g8 чорний кінь · h8 чорна тура · b7 чорний пішак · c7 чорний пішак · f7 чорний пішак · g7 чорний пішак · h7 чорний пішак · a5 чорний пішак · c5 чорний кінь · d5 чорний пішак · e5 чорний пішак · b4 білий король · a3 білий пішак · b2 білий пішак · c2 білий пішак · d2 білий пішак · g2 білий пішак · h2 білий пішак · a1 біла тура · c1 білий слон · d1 білий ферзь · f1 білий слон · g1 білий кінь · h1 біла тура | a8 чорна тура · c8 чорний слон · e8 чорний король · g8 чорний кінь · h8 чорна тура · b7 чорний пішак · c7 чорний пішак · f7 чорний пішак · g7 чорний пішак · h7 чорний пішак · a5 чорний пішак · c5 чорний кінь · d5 чорний пішак · e5 чорний пішак · b4 білий король · a3 білий пішак · b2 білий пішак · c2 білий пішак · d2 білий пішак · g2 білий пішак · h2 білий пішак · a1 біла тура · c1 білий слон · d1 білий ферзь · f1 білий слон · g1 білий кінь · h1 біла тура | a8 чорна тура · c8 чорний слон · e8 чорний король · g8 чорний кінь · h8 чорна тура · b7 чорний пішак · c7 чорний пішак · f7 чорний пішак · g7 чорний пішак · h7 чорний пішак · a5 чорний пішак · c5 чорний кінь · d5 чорний пішак · e5 чорний пішак · b4 білий король · a3 білий пішак · b2 білий пішак · c2 білий пішак · d2 білий пішак · g2 білий пішак · h2 білий пішак · a1 біла тура · c1 білий слон · d1 білий ферзь · f1 білий слон · g1 білий кінь · h1 біла тура | 4 |
| 3 | a8 чорна тура · c8 чорний слон · e8 чорний король · g8 чорний кінь · h8 чорна тура · b7 чорний пішак · c7 чорний пішак · f7 чорний пішак · g7 чорний пішак · h7 чорний пішак · a5 чорний пішак · c5 чорний кінь · d5 чорний пішак · e5 чорний пішак · b4 білий король · a3 білий пішак · b2 білий пішак · c2 білий пішак · d2 білий пішак · g2 білий пішак · h2 білий пішак · a1 біла тура · c1 білий слон · d1 білий ферзь · f1 білий слон · g1 білий кінь · h1 біла тура | a8 чорна тура · c8 чорний слон · e8 чорний король · g8 чорний кінь · h8 чорна тура · b7 чорний пішак · c7 чорний пішак · f7 чорний пішак · g7 чорний пішак · h7 чорний пішак · a5 чорний пішак · c5 чорний кінь · d5 чорний пішак · e5 чорний пішак · b4 білий король · a3 білий пішак · b2 білий пішак · c2 білий пішак · d2 білий пішак · g2 білий пішак · h2 білий пішак · a1 біла тура · c1 білий слон · d1 білий ферзь · f1 білий слон · g1 білий кінь · h1 біла тура | a8 чорна тура · c8 чорний слон · e8 чорний король · g8 чорний кінь · h8 чорна тура · b7 чорний пішак · c7 чорний пішак · f7 чорний пішак · g7 чорний пішак · h7 чорний пішак · a5 чорний пішак · c5 чорний кінь · d5 чорний пішак · e5 чорний пішак · b4 білий король · a3 білий пішак · b2 білий пішак · c2 білий пішак · d2 білий пішак · g2 білий пішак · h2 білий пішак · a1 біла тура · c1 білий слон · d1 білий ферзь · f1 білий слон · g1 білий кінь · h1 біла тура | a8 чорна тура · c8 чорний слон · e8 чорний король · g8 чорний кінь · h8 чорна тура · b7 чорний пішак · c7 чорний пішак · f7 чорний пішак · g7 чорний пішак · h7 чорний пішак · a5 чорний пішак · c5 чорний кінь · d5 чорний пішак · e5 чорний пішак · b4 білий король · a3 білий пішак · b2 білий пішак · c2 білий пішак · d2 білий пішак · g2 білий пішак · h2 білий пішак · a1 біла тура · c1 білий слон · d1 білий ферзь · f1 білий слон · g1 білий кінь · h1 біла тура | a8 чорна тура · c8 чорний слон · e8 чорний король · g8 чорний кінь · h8 чорна тура · b7 чорний пішак · c7 чорний пішак · f7 чорний пішак · g7 чорний пішак · h7 чорний пішак · a5 чорний пішак · c5 чорний кінь · d5 чорний пішак · e5 чорний пішак · b4 білий король · a3 білий пішак · b2 білий пішак · c2 білий пішак · d2 білий пішак · g2 білий пішак · h2 білий пішак · a1 біла тура · c1 білий слон · d1 білий ферзь · f1 білий слон · g1 білий кінь · h1 біла тура | a8 чорна тура · c8 чорний слон · e8 чорний король · g8 чорний кінь · h8 чорна тура · b7 чорний пішак · c7 чорний пішак · f7 чорний пішак · g7 чорний пішак · h7 чорний пішак · a5 чорний пішак · c5 чорний кінь · d5 чорний пішак · e5 чорний пішак · b4 білий король · a3 білий пішак · b2 білий пішак · c2 білий пішак · d2 білий пішак · g2 білий пішак · h2 білий пішак · a1 біла тура · c1 білий слон · d1 білий ферзь · f1 білий слон · g1 білий кінь · h1 біла тура | a8 чорна тура · c8 чорний слон · e8 чорний король · g8 чорний кінь · h8 чорна тура · b7 чорний пішак · c7 чорний пішак · f7 чорний пішак · g7 чорний пішак · h7 чорний пішак · a5 чорний пішак · c5 чорний кінь · d5 чорний пішак · e5 чорний пішак · b4 білий король · a3 білий пішак · b2 білий пішак · c2 білий пішак · d2 білий пішак · g2 білий пішак · h2 білий пішак · a1 біла тура · c1 білий слон · d1 білий ферзь · f1 білий слон · g1 білий кінь · h1 біла тура | a8 чорна тура · c8 чорний слон · e8 чорний король · g8 чорний кінь · h8 чорна тура · b7 чорний пішак · c7 чорний пішак · f7 чорний пішак · g7 чорний пішак · h7 чорний пішак · a5 чорний пішак · c5 чорний кінь · d5 чорний пішак · e5 чорний пішак · b4 білий король · a3 білий пішак · b2 білий пішак · c2 білий пішак · d2 білий пішак · g2 білий пішак · h2 білий пішак · a1 біла тура · c1 білий слон · d1 білий ферзь · f1 білий слон · g1 білий кінь · h1 біла тура | 3 |
| 2 | a8 чорна тура · c8 чорний слон · e8 чорний король · g8 чорний кінь · h8 чорна тура · b7 чорний пішак · c7 чорний пішак · f7 чорний пішак · g7 чорний пішак · h7 чорний пішак · a5 чорний пішак · c5 чорний кінь · d5 чорний пішак · e5 чорний пішак · b4 білий король · a3 білий пішак · b2 білий пішак · c2 білий пішак · d2 білий пішак · g2 білий пішак · h2 білий пішак · a1 біла тура · c1 білий слон · d1 білий ферзь · f1 білий слон · g1 білий кінь · h1 біла тура | a8 чорна тура · c8 чорний слон · e8 чорний король · g8 чорний кінь · h8 чорна тура · b7 чорний пішак · c7 чорний пішак · f7 чорний пішак · g7 чорний пішак · h7 чорний пішак · a5 чорний пішак · c5 чорний кінь · d5 чорний пішак · e5 чорний пішак · b4 білий король · a3 білий пішак · b2 білий пішак · c2 білий пішак · d2 білий пішак · g2 білий пішак · h2 білий пішак · a1 біла тура · c1 білий слон · d1 білий ферзь · f1 білий слон · g1 білий кінь · h1 біла тура | a8 чорна тура · c8 чорний слон · e8 чорний король · g8 чорний кінь · h8 чорна тура · b7 чорний пішак · c7 чорний пішак · f7 чорний пішак · g7 чорний пішак · h7 чорний пішак · a5 чорний пішак · c5 чорний кінь · d5 чорний пішак · e5 чорний пішак · b4 білий король · a3 білий пішак · b2 білий пішак · c2 білий пішак · d2 білий пішак · g2 білий пішак · h2 білий пішак · a1 біла тура · c1 білий слон · d1 білий ферзь · f1 білий слон · g1 білий кінь · h1 біла тура | a8 чорна тура · c8 чорний слон · e8 чорний король · g8 чорний кінь · h8 чорна тура · b7 чорний пішак · c7 чорний пішак · f7 чорний пішак · g7 чорний пішак · h7 чорний пішак · a5 чорний пішак · c5 чорний кінь · d5 чорний пішак · e5 чорний пішак · b4 білий король · a3 білий пішак · b2 білий пішак · c2 білий пішак · d2 білий пішак · g2 білий пішак · h2 білий пішак · a1 біла тура · c1 білий слон · d1 білий ферзь · f1 білий слон · g1 білий кінь · h1 біла тура | a8 чорна тура · c8 чорний слон · e8 чорний король · g8 чорний кінь · h8 чорна тура · b7 чорний пішак · c7 чорний пішак · f7 чорний пішак · g7 чорний пішак · h7 чорний пішак · a5 чорний пішак · c5 чорний кінь · d5 чорний пішак · e5 чорний пішак · b4 білий король · a3 білий пішак · b2 білий пішак · c2 білий пішак · d2 білий пішак · g2 білий пішак · h2 білий пішак · a1 біла тура · c1 білий слон · d1 білий ферзь · f1 білий слон · g1 білий кінь · h1 біла тура | a8 чорна тура · c8 чорний слон · e8 чорний король · g8 чорний кінь · h8 чорна тура · b7 чорний пішак · c7 чорний пішак · f7 чорний пішак · g7 чорний пішак · h7 чорний пішак · a5 чорний пішак · c5 чорний кінь · d5 чорний пішак · e5 чорний пішак · b4 білий король · a3 білий пішак · b2 білий пішак · c2 білий пішак · d2 білий пішак · g2 білий пішак · h2 білий пішак · a1 біла тура · c1 білий слон · d1 білий ферзь · f1 білий слон · g1 білий кінь · h1 біла тура | a8 чорна тура · c8 чорний слон · e8 чорний король · g8 чорний кінь · h8 чорна тура · b7 чорний пішак · c7 чорний пішак · f7 чорний пішак · g7 чорний пішак · h7 чорний пішак · a5 чорний пішак · c5 чорний кінь · d5 чорний пішак · e5 чорний пішак · b4 білий король · a3 білий пішак · b2 білий пішак · c2 білий пішак · d2 білий пішак · g2 білий пішак · h2 білий пішак · a1 біла тура · c1 білий слон · d1 білий ферзь · f1 білий слон · g1 білий кінь · h1 біла тура | a8 чорна тура · c8 чорний слон · e8 чорний король · g8 чорний кінь · h8 чорна тура · b7 чорний пішак · c7 чорний пішак · f7 чорний пішак · g7 чорний пішак · h7 чорний пішак · a5 чорний пішак · c5 чорний кінь · d5 чорний пішак · e5 чорний пішак · b4 білий король · a3 білий пішак · b2 білий пішак · c2 білий пішак · d2 білий пішак · g2 білий пішак · h2 білий пішак · a1 біла тура · c1 білий слон · d1 білий ферзь · f1 білий слон · g1 білий кінь · h1 біла тура | 2 |
| 1 | a8 чорна тура · c8 чорний слон · e8 чорний король · g8 чорний кінь · h8 чорна тура · b7 чорний пішак · c7 чорний пішак · f7 чорний пішак · g7 чорний пішак · h7 чорний пішак · a5 чорний пішак · c5 чорний кінь · d5 чорний пішак · e5 чорний пішак · b4 білий король · a3 білий пішак · b2 білий пішак · c2 білий пішак · d2 білий пішак · g2 білий пішак · h2 білий пішак · a1 біла тура · c1 білий слон · d1 білий ферзь · f1 білий слон · g1 білий кінь · h1 біла тура | a8 чорна тура · c8 чорний слон · e8 чорний король · g8 чорний кінь · h8 чорна тура · b7 чорний пішак · c7 чорний пішак · f7 чорний пішак · g7 чорний пішак · h7 чорний пішак · a5 чорний пішак · c5 чорний кінь · d5 чорний пішак · e5 чорний пішак · b4 білий король · a3 білий пішак · b2 білий пішак · c2 білий пішак · d2 білий пішак · g2 білий пішак · h2 білий пішак · a1 біла тура · c1 білий слон · d1 білий ферзь · f1 білий слон · g1 білий кінь · h1 біла тура | a8 чорна тура · c8 чорний слон · e8 чорний король · g8 чорний кінь · h8 чорна тура · b7 чорний пішак · c7 чорний пішак · f7 чорний пішак · g7 чорний пішак · h7 чорний пішак · a5 чорний пішак · c5 чорний кінь · d5 чорний пішак · e5 чорний пішак · b4 білий король · a3 білий пішак · b2 білий пішак · c2 білий пішак · d2 білий пішак · g2 білий пішак · h2 білий пішак · a1 біла тура · c1 білий слон · d1 білий ферзь · f1 білий слон · g1 білий кінь · h1 біла тура | a8 чорна тура · c8 чорний слон · e8 чорний король · g8 чорний кінь · h8 чорна тура · b7 чорний пішак · c7 чорний пішак · f7 чорний пішак · g7 чорний пішак · h7 чорний пішак · a5 чорний пішак · c5 чорний кінь · d5 чорний пішак · e5 чорний пішак · b4 білий король · a3 білий пішак · b2 білий пішак · c2 білий пішак · d2 білий пішак · g2 білий пішак · h2 білий пішак · a1 біла тура · c1 білий слон · d1 білий ферзь · f1 білий слон · g1 білий кінь · h1 біла тура | a8 чорна тура · c8 чорний слон · e8 чорний король · g8 чорний кінь · h8 чорна тура · b7 чорний пішак · c7 чорний пішак · f7 чорний пішак · g7 чорний пішак · h7 чорний пішак · a5 чорний пішак · c5 чорний кінь · d5 чорний пішак · e5 чорний пішак · b4 білий король · a3 білий пішак · b2 білий пішак · c2 білий пішак · d2 білий пішак · g2 білий пішак · h2 білий пішак · a1 біла тура · c1 білий слон · d1 білий ферзь · f1 білий слон · g1 білий кінь · h1 біла тура | a8 чорна тура · c8 чорний слон · e8 чорний король · g8 чорний кінь · h8 чорна тура · b7 чорний пішак · c7 чорний пішак · f7 чорний пішак · g7 чорний пішак · h7 чорний пішак · a5 чорний пішак · c5 чорний кінь · d5 чорний пішак · e5 чорний пішак · b4 білий король · a3 білий пішак · b2 білий пішак · c2 білий пішак · d2 білий пішак · g2 білий пішак · h2 білий пішак · a1 біла тура · c1 білий слон · d1 білий ферзь · f1 білий слон · g1 білий кінь · h1 біла тура | a8 чорна тура · c8 чорний слон · e8 чорний король · g8 чорний кінь · h8 чорна тура · b7 чорний пішак · c7 чорний пішак · f7 чорний пішак · g7 чорний пішак · h7 чорний пішак · a5 чорний пішак · c5 чорний кінь · d5 чорний пішак · e5 чорний пішак · b4 білий король · a3 білий пішак · b2 білий пішак · c2 білий пішак · d2 білий пішак · g2 білий пішак · h2 білий пішак · a1 біла тура · c1 білий слон · d1 білий ферзь · f1 білий слон · g1 білий кінь · h1 біла тура | a8 чорна тура · c8 чорний слон · e8 чорний король · g8 чорний кінь · h8 чорна тура · b7 чорний пішак · c7 чорний пішак · f7 чорний пішак · g7 чорний пішак · h7 чорний пішак · a5 чорний пішак · c5 чорний кінь · d5 чорний пішак · e5 чорний пішак · b4 білий король · a3 білий пішак · b2 білий пішак · c2 білий пішак · d2 білий пішак · g2 білий пішак · h2 білий пішак · a1 біла тура · c1 білий слон · d1 білий ферзь · f1 білий слон · g1 білий кінь · h1 біла тура | 1 |
|   | a | b | c | d | e | f | g | h |   |

Кожен хід після 12.Kxc5 вимушений.
12... Ne7!
Загроза 13...b6+ with ...Bd7#.
13. Bb5+ Kd8 14. Bc6!!
Єдині ходи, що дозволяють уникнути мату.
14... b6+
Не можна грати: 14...bxc6? і чорні не зможуть поставити мат.
15. Kb5 Nxc6 16. Kxc6
16.c3?? Nd4+! 17.cxd4 Bd7#.
16... Bb7+! 17. Kb5!
17.Kxb7?? Kd7! 18.Qg4+ Kd6! і неможливо уникнути мату 19...Rhb8#.
17... Ba6+ 18. Kc6
18.Ka4?? Bc4! і неможливо уникнути мату 19...b5#.
18... Bb7+ ½–½
Нічия через триразове повторення ходів.

## Джерело
- Партія з коментарями Міхаелем Ґеллера на kenilworthchessclub.org [Архівовано 13 липня 2016 у Wayback Machine.]